# Sigle degli istituti di perfezione cattolici
Ad ogni istituto di perfezione cattolico, cioè un istituto di vita consacrata oppure una società di vita apostolica, viene associata una sigla (solitamente acronimo del nome latino) che viene posposta ai nomi degli appartenenti all'ordine o alla congregazione.

La tabella seguente riporta: a) le sigle in ordine alfabetico; b) la denominazione ufficiale; c) il nome popolarmente attribuito ai membri (vulgo); d) il nome latino dell'istituto.

## A
| Sigla      | Nome ufficiale                                                          | vulgo                   | latino                                                            |
| ---------- | ----------------------------------------------------------------------- | ----------------------- | ----------------------------------------------------------------- |
| A.A.       | Agostiniani dell'Assunzione                                             | Assunzionisti           | Congregatio Augustinianorum ab Assumptione                        |
| A.A.S.C.   | Suore Adoratrici Ancelle del Santissimo Sacramento e della Carità       |                         | Sorores Adoratrices Ancillae SS. Sacramenti et a Caritate         |
| A.C.       | Suore del Carmelo Apostolico                                            |                         |                                                                   |
| A.C.I.     | Ancelle del Sacro Cuore di Gesù                                         |                         |                                                                   |
| A.C.J.     | Ancelle del Sacro Cuore di Gesù in Lituania                             |                         |                                                                   |
| A.C.J.     | Apostoliche del Cuore di Gesù                                           |                         |                                                                   |
| A.C.R.     | Ancelle di Cristo Re                                                    |                         |                                                                   |
| A.D.C.     | Ancelle della Carità                                                    |                         |                                                                   |
| A.D.C.     | Ancelle del Divin Cuore                                                 |                         |                                                                   |
| A.d.G.B.   | Ancelle di Gesù Bambino                                                 |                         |                                                                   |
| A.D.J.C.   | Povere Ancelle di Gesù Cristo                                           | Suore di Dernbach       | Ancillae Domini Jesu Christi                                      |
| A.D.P.     | Ancelle della Divina Provvidenza                                        |                         |                                                                   |
| A.D.P.     | Ancelle della Provvidenza per la Salvezza del Fanciullo                 |                         |                                                                   |
| A.D.S.C.   | Suore Francescane Adoratrici della Santa Croce                          |                         |                                                                   |
| A.H.A.     | Suore Agostiniane dell'Aiuto                                            |                         | Congregatio Sororum a Patrocinio, tertii Ordinis Sancti Augustini |
| A.I.       | Suore Ancelle dell'Incarnazione                                         |                         |                                                                   |
| A.I.M.     | Ancelle dell'Immacolata                                                 |                         |                                                                   |
| A.J.       | Apostoli di Gesù                                                        |                         |                                                                   |
| A.M.       | Suore Agostiniane Missionarie                                           | Agostiniane Missionarie |                                                                   |
| A.M.       | Suore Antoniane di Maria                                                |                         |                                                                   |
| A.M.S.S.   | Suore Ancelle Missionarie del Santissimo Sacramento                     |                         |                                                                   |
| A.N.D.P.   | Suore Agostiniane di Nostra Signora di Parigi                           |                         |                                                                   |
| A.P.C.S.   | Ausiliatrici Parrocchiali di Cristo Sacerdote                           |                         |                                                                   |
| A.P.G.     | Religiose Adoratrici Perpetue Guadalupane                               |                         |                                                                   |
| A.P.S.     | Suore Adoratrici del Preziosissimo Sangue di Nostro Signore Gesù Cristo |                         |                                                                   |
| A.P.S.S.   | Ancelle Parrocchiali dello Spirito Santo                                |                         |                                                                   |
| A.R.       | Ancelle Riparatrici del Sacro Cuore di Gesù                             |                         |                                                                   |
| A.R.       | Suore Agostiniane Recollette                                            |                         |                                                                   |
| A.R.V.     | Suore Agostiniane Recollette del Sacro Cuore di Gesù                    |                         |                                                                   |
| A.S.C.     | Suore Adoratrici del Sangue di Cristo                                   |                         | Adoratrices Sanguinis Christi                                     |
| A.S.C.G.A. | Ancelle del Sacro Cuore di Gesù Agonizzante                             |                         |                                                                   |
| A.S.C.J.   | Apostole del Sacro Cuore di Gesù                                        |                         | Institutum Apostolarum Sacratissimi Cordis Iesu                   |
| A.S.C.V.   | Ancelle del Sacro Cuore di Santa Caterina Volpicelli                    |                         |                                                                   |
| A.S.F.     | Ancelle della Sacra Famiglia                                            |                         |                                                                   |
| A.S.F.     | Apostole della Sacra Famiglia                                           |                         |                                                                   |
| A.S.G.M.   | Suore Agostiniane Serve di Gesù e Maria                                 | Agostiniane di Veroli   |                                                                   |
| A.S.M.I.   | Suore Assisiati di Maria Immacolata                                     |                         |                                                                   |
| A.S.N.     | Suore dell'Assunzione di Nostra Signora                                 |                         |                                                                   |
| A.S.P.     | Suore Angeliche di San Paolo                                            | Angeliche               |                                                                   |
| A.S.S.I.   | Ancelle del Santissimo Sacramento e dell'Immacolata                     |                         |                                                                   |
| A.S.T.     | Ancelle di Santa Teresa del Bambin Gesù                                 |                         |                                                                   |
| A.S.T.R.O. | Ancelle della Santissima Trinità di Rovigo                              |                         |                                                                   |
| A.V.       | Ancelle della Visitazione                                               |                         |                                                                   |

## B
| Sigla    | Nome ufficiale                                                     | vulgo                          | latino                                                                 |
| -------- | ------------------------------------------------------------------ | ------------------------------ | ---------------------------------------------------------------------- |
| B.       | Chierici Regolari di San Paolo                                     | Barnabiti                      | Congregatio Clericorum Regularium S. Pauli, Barnabitarum               |
| B.A.     | Ordine Basiliano Aleppino dei Melchiti                             | Basiliani Aleppini             | Ordo Basilianus Aleppensis Melkitarum                                  |
| B.B.     | Suore Figlie della Vergine                                         | Benebikira                     |                                                                        |
| B.C.     | Ordine Basiliano di San Giovanni Battista                          | Basiliani Baladiti (o Soariti) | Ordo Basilianus S. Iohannis Baptistae, Soaritarum Melkitarum           |
| B.D.N.P. | Suore Ancelle della Genitrice di Dio Vergine Immacolata Concezione |                                | Congregatio Sororum Servularum Dei Genetricis Immaculatae Conceptionis |
| B.D.P.   | Suore Benedettine della Divina Provvidenza                         |                                |                                                                        |
| Bethl.   | Betlemite Figlie del Sacro Cuore                                   | Betlemite                      |                                                                        |
| B.G.S.   | Piccoli Fratelli del Buon Pastore                                  |                                | Parvi Fratres Boni Pastoris                                            |
| B.R.D.   | Suore Francescane di Gnadenthal                                    |                                |                                                                        |
| B.S.     | Ordine Basiliano del Santissimo Salvatore dei Melchiti             | Salvatoriani                   | Ordo Basilianus Ssmi Salvatoris Melkitarum                             |
| B.S.     | Suore del Piccolo Fiore di Betania                                 |                                |                                                                        |
| B.S.     | Suore di Nostra Signora del Buon Soccorso                          |                                |                                                                        |
| B.S.C.   | Suore di Betania del Sacro Cuore                                   |                                |                                                                        |
| B.S.C.M. | Benedettine del Sacro Cuore di Montmartre                          |                                |                                                                        |
| B.V.M.   | Suore della Carità della Beata Vergine Maria                       |                                |                                                                        |

## C
| Sigla              | Nome ufficiale                                                             | vulgo                                          | latino                                                                                       |
| ------------------ | -------------------------------------------------------------------------- | ---------------------------------------------- | -------------------------------------------------------------------------------------------- |
| C.A.Ch.            | Suore della Santissima Anima di Nostro Signore Gesù Cristo                 |                                                |                                                                                              |
| C.A.E.             | Ancelle Eucaristiche                                                       |                                                |                                                                                              |
| C.A.E.             | Suore Crocifisse Adoratrici dell'Eucaristia                                |                                                |                                                                                              |
| C.A.M.             | Congregazione Mechitarista di Venezia                                      | Mechitaristi                                   | Ordo Mechitaristarum, Monachorum Armenorum sub Regula S. Benedicti                           |
| Cart.              | Ordine Certosino                                                           | Certosini                                      | Ordo Cartusiensis                                                                            |
| C.B.               | Suore di Carità di San Carlo Borromeo                                      |                                                |                                                                                              |
| C.B.V.             | Suore della Beata Vergine                                                  | Vergini di Cremona                             |                                                                                              |
| C.C.I.M.           | Figlie dei Sacri Cuori di Gesù e di Maria                                  | Suore dell'Istituto Ravasco                    |                                                                                              |
| C.C.R.             | Congregazione delle Carmelitane di Trivandrum                              | Carmelitane Latine                             |                                                                                              |
| C.C.T.L.           | Suore di Nostra Signora del Monte Carmelo                                  | Carmelitane di Lussemburgo                     |                                                                                              |
| C.C.V.             | Suore Carmelitane della Carità di Vedruna                                  | Carmelitane di Vedruna                         |                                                                                              |
| C.C.V.I.           | Suore di Carità del Verbo Incarnato                                        |                                                | Congregatio Caritatis Verbi Incarnati                                                        |
| C.D.C.             | Missionarie della Dottrina Cristiana                                       |                                                |                                                                                              |
| C.D.C.             | Suore del Divin Cuore di Gesù                                              |                                                | Congregatio Sororum Divini Cordis Iesu                                                       |
| C.D.C.J.           | Suore Carmelitane del Divin Cuore di Gesù                                  |                                                |                                                                                              |
| C.d.l.C.           | Canonichesse della Croce                                                   |                                                |                                                                                              |
| C.D.P.             | Suore Carmelitane della Divina Provvidenza                                 |                                                |                                                                                              |
| C.D.P.             | Suore della Divina Provvidenza                                             | Suore di Magonza                               |                                                                                              |
| C.D.P.             | Suore della Divina Provvidenza                                             | Suore di Saint-Jean-de-Bassel                  |                                                                                              |
| C.D.P.             | Suore della Divina Provvidenza                                             |                                                |                                                                                              |
| C.F.A.             | Fratelli Celliti o Alessiani di Aquisgrana                                 | Alessiani                                      | Congregatio Fratrum Cellitarum seu Alexianorum                                               |
| C.F.A.             | Suore Francescane di Nostra Signora del Rifugio                            |                                                |                                                                                              |
| C.F.C.             | Fratelli Cristiani                                                         |                                                | Congregatio Fratrum Christianorum                                                            |
| C.F.H.             | Fratelli dell'Immacolata Concezione della Beata Maria Vergine              | Fratelli di Huybergen                          | Fratres Immaculatae Conceptionis B. V. M. Matris Dei                                         |
| C.F.I.C.           | Figli dell'Immacolata Concezione                                           | Concezionisti                                  | Filii Immaculatae Conceptionis                                                               |
| C.F.M.             | Figlie della Misericordia Francescane                                      |                                                |                                                                                              |
| C.F.M.M.           | Figlie Minime di Maria Immacolata                                          |                                                |                                                                                              |
| C.F.M.SS.S.        | Suore Clarisse Francescane Missionarie del Santissimo Sacramento           | Suore di Bertinoro                             |                                                                                              |
| C.F.P.             | Fratelli dei Poveri di San Francesco Serafico                              |                                                | Congregatio Fratrum Pauperum Sancti Francisci Seraphici                                      |
| C.F.P.             | Figlie della Passione di Gesù Cristo e di Maria Addolorata                 | Passioniste                                    | Congregatio Filiarum Passionis et Mortis D.N.I.C. et Dolorum B.M.V.                          |
| C.F.R.             | Frati Francescani del Rinnovamento                                         |                                                | Fratres Franciscani a Renovatione                                                            |
| C.F.S.             | Congregazione della Fraternità Sacerdotale                                 |                                                | Congregatio a Fraternitate Sacerdotali                                                       |
| C.F.S.F.           | Figlie di San Francesco d'Assisi                                           | Francescane di Esztergom                       | Congregatio Filiarum Sancti Francisci Assisiensis                                            |
| C.F.S.F.           | Figlie di San Francesco Serafico                                           |                                                |                                                                                              |
| C.F.S.G.           | Figlie di San Giuseppe di Rivalba                                          |                                                |                                                                                              |
| C.F.X.             | Fratelli di San Francesco Saverio                                          | Saveriani                                      | Congregatio Fratrum a S. Francisco Xaverio                                                   |
| C.G.               | Sorelle dell'Immacolata                                                    |                                                |                                                                                              |
| C.G.S.             | Congregazione di Gesù Sacerdote                                            | Venturini                                      | Congregatio Iesu Sacerdotis                                                                  |
| C.H.F.             | Suore della Sacra Famiglia di Thrissur                                     |                                                |                                                                                              |
| C.H.F.             | Suore della Santa Fede                                                     |                                                |                                                                                              |
| C.H.M.             | Suore della Santa Umiltà della Beata Vergine Maria                         |                                                |                                                                                              |
| C.I.               | Giuseppini del Belgio                                                      | Giuseppini del Belgio                          | Institutum Iosephitarum Gerardimontensium                                                    |
| C.I.C.             | Suore dell'Immacolata Concezione                                           |                                                |                                                                                              |
| C.I.C.A.F.         | Suore Catechiste Francescane                                               |                                                |                                                                                              |
| C.I.C.M.           | Congregazione del Cuore Immacolato di Maria                                | Missionari di Scheut                           | Congregatio Immaculati Cordis Mariae                                                         |
| C.I.I.C.           | Piccole Suore dell'Immacolata Concezione                                   |                                                |                                                                                              |
| C.I.F.A.           | Francescane di Nostra Signora dell'Apparizione                             |                                                |                                                                                              |
| C.I.F.C.M.         | Suore Francescane del Cuore di Maria                                       |                                                |                                                                                              |
| C.I.J.             | Suore Carmelitane del Bambino Gesù                                         |                                                | Congregatio Sororum Carmelitarum Infantis Jesu                                               |
| C.I.M.             | Congregazione di Gesù e Maria                                              | Eudisti                                        | Congregatio Iesu et Mariae (Eudistarum)                                                      |
| CIM-BLON           | Suore del Cuore Immacolato di Maria                                        | Suore di Blon                                  |                                                                                              |
| C.J.               | Congregatio Jesu                                                           | Dame Inglesi                                   | Congregatio Jesu                                                                             |
| C.M.               | Suore Carmelitane Missionarie                                              | Carmelitane Missionarie                        |                                                                                              |
| C.M.               | Congregazione della Missione                                               | Lazzaristi                                     | Congregatio Missionis                                                                        |
| C.M.A.             | Missionarie Ancelle del Cuore Immacolato di Maria                          |                                                |                                                                                              |
| C.M.B.B.           | Figlie della Beata Vergine Maria Addolorata                                | Serafiche                                      | Congregatio Sororum Beatissimae Mariae Virginis Addoloratae                                  |
| C.M.C.             | Missionarie di Cristo                                                      |                                                |                                                                                              |
| C.M.C.             | Suore della Madre del Carmelo                                              |                                                |                                                                                              |
| C.M.D.             | Congregazione della Madre di Dio                                           |                                                |                                                                                              |
| C.M.D.             | Suore della Madre di Dio                                                   |                                                |                                                                                              |
| C.M.D.P.           | Suore Cappuccine della Madre del Divin Pastore                             |                                                |                                                                                              |
| C.M.F.             | Missionari Figli del Cuore Immacolato di Maria                             | Claretiani                                     | Congregatio Missionariorum Filiorum Immaculati Cordis B.M.V.                                 |
| C.M.F.C.           | Missionarie Figlie del Calvario                                            |                                                |                                                                                              |
| C.M.F.P.           | Missionarie della Fanciullezza                                             |                                                |                                                                                              |
| C.M.I.             | Carmelitani della Beata Vergine Maria Immacolata                           |                                                | Congregatio Fratrum Carmelitarum B.V. Mariae Immaculatae                                     |
| C.M.L.             | Congregazione dei Missionari Libanesi                                      | Kreimisti                                      |                                                                                              |
| C.M.M.             | Missionari di Mariannhill                                                  |                                                | Congregatio Missionariorum de Mariannhill                                                    |
| C.M.S.F.           | Fratelli Missionari di San Francesco d'Assisi                              |                                                | Congregatio Missionaria Sancti Francisci Assisiensis                                         |
| C.M.S.Sp.S.        | Missionarie Serve dello Spirito Santo                                      |                                                | Congregatio Missionalis Servarum Spiritus Sancti                                             |
| C.M.S.T.           | Carmelitane Missionarie di Santa Teresa                                    |                                                |                                                                                              |
| C.M.T.             | Suore Carmelitane Missionarie Teresiane                                    |                                                |                                                                                              |
| C.N.D.             | Suore della Congregazione di Nostra Signora                                |                                                |                                                                                              |
| C.O.               | Confederazione dell'Oratorio di San Filippo Neri                           | Oratoriani (o Filippini)                       | Confoederatio Oratorii Sancti Philippi Nerii                                                 |
| C.O.B.             | Suore Oblate di Betania                                                    |                                                |                                                                                              |
| C.O.N.F.H.I.C.     | Suore Francescane Ospedaliere dell'Immacolata Concezione                   |                                                |                                                                                              |
| Cong. Subl. O.S.B. | Congregazione Sublacense                                                   |                                                | Congregatio Sublacensis Ordinis S. Benedicti                                                 |
| C.Op.              | Congregazione degli Operai Cristiani di San Giuseppe Calasanzio            | Calasantini                                    | Congregatio pro operariis christianis a Sancto Iosepho Calasanzio                            |
| C.O.R.C.           | Operai del Regno di Cristo                                                 |                                                |                                                                                              |
| C.P.               | Congregazione della Passione di Gesù Cristo                                | Passionisti                                    | Congregatio Passionis Iesu Christi                                                           |
| C.P.               | Monache Passioniste                                                        | Passioniste                                    |                                                                                              |
| C.P.               | Suore della Santa Croce e Passione di Nostro Signore Gesù Cristo           | Passioniste                                    |                                                                                              |
| C.P.               | Suore Passioniste di San Paolo della Croce                                 | Passioniste                                    | Congregatio Sororum Sancti Pauli a Cruce                                                     |
| C.P.A.             | Ancelle di Gesù del Cottolengo di Padre Alegre                             |                                                |                                                                                              |
| C.P.C.R.           | Cooperatori Parrocchiali di Cristo Re                                      |                                                | Congregatio Cooperatorum Paroecialium Christi Regis                                          |
| C.P.C.R.           | Cooperatrici Parrocchiali di Cristo Re                                     |                                                |                                                                                              |
| C.P.M.             | Preti della Misericordia                                                   |                                                | Congregatio Presbyterorum a Misericordia                                                     |
| C.PP.S.            | Missionari del Preziosissimo Sangue                                        | Bufalini                                       | Congregatio Missionariorum Pretiosissimi Sanguinis                                           |
| C.PP.S.            | Suore dell'Adorazione del Preziosissimo Sangue                             |                                                |                                                                                              |
| C.PP.S.            | Suore del Preziosissimo Sangue                                             |                                                |                                                                                              |
| C.P.S.             | Suore della Carità Cristiana del Preziosissimo Sangue                      |                                                |                                                                                              |
| C.P.S.             | Suore Missionarie del Preziosissimo Sangue                                 | Missionarie di Mariannhill                     | Congregatio Pretiosi Sanguinis                                                               |
| C.R.               | Chierici Regolari Teatini                                                  | Teatini                                        | Ordo Clericorum Regularium vulgo Theatinorum                                                 |
| C.R.               | Congregazione della Resurrezione di Nostro Signore Gesù Cristo             | Resurrezionisti                                | Congregatio a Resurrectione D.N.I.Chr.                                                       |
| C.R.               | Suore della Risurrezione di Nostro Signore Gesù Cristo                     | Resurrezioniste                                | Congregatio Sororum a Resurrectione Domini Nostri Iesu Christi                               |
| C.R.A.             | Canonici Regolari della Congregazione Svizzera di San Maurizio di Agauno   |                                                | Congregatio Helvetica o Sancto Mauritio Agaunensis                                           |
| C.R.B.             | Canonici Regolari della Congregazione Ospedaliera del Gran San Bernardo    |                                                | Congregatio Sanctorum Nicolai et Bernardi Montis Iovis                                       |
| C.R.I.C.           | Canonici Regolari dell'Immacolata Concezione                               |                                                | Congregatio Canonicorum Regolarium Immaculatae Conceptionis                                  |
| C.R.L.             | Canonici Regolari della Congregazione del Santissimo Salvatore Lateranense | Lateranensi                                    | Congregatio Ss.mi Salvatoris Lateranensis                                                    |
| C.R.M.             | Chierici Regolari Minori                                                   | Caracciolini                                   | Ordo Clericorum Regularium Minorum                                                           |
| C.R.S.             | Chierici Regolari di Somasca                                               | Somaschi                                       | Ordo Clericorum Regularium a Somascha                                                        |
| C.R.S.A.           | Canonici Regolari di Sant'Agostino Confederati                             |                                                | Sacer et Apostolicus Ordo Canonicorum Regularium S. Augustini                                |
| C.R.S.D.           | Suore Domenicane della Congregazione Romana di San Domenico                | Domenicane                                     |                                                                                              |
| C.R.S.V.           | Canonici Regolari della Congregazione di San Vittore                       | Vittorini                                      | Congregatio Victorina                                                                        |
| C.R.V.             | Canonici Regolari di Sant'Agostino della Congregazione di Windesheim       |                                                | Congregatio Vindesemensis                                                                    |
| C.R.V.C.           | Canonici Regolari della Congregazione dei Fratelli della Vita Comune       | Fratelli della Vita Comune                     | Congregatio Fratrum a Vita Communi                                                           |
| C.S.               | Compagnia del Salvatore                                                    |                                                |                                                                                              |
| C.S.               | Missionari di San Carlo                                                    | Scalabriniani                                  | Congregatio Missionariorum a S. Carolo                                                       |
| C.S.               | Suore della Carità Sociale                                                 |                                                | Caritas Socialis                                                                             |
| C.S.A.             | Fratelli di San Luigi Gonzaga                                              | Fratelli di Oudenbosch                         | Congregatio Fratrum a Sancto Aloysio Gonzaga                                                 |
| C.S.A.             | Suore Catechiste di Sant'Anna                                              |                                                |                                                                                              |
| C.S.A.             | Suore degli Angeli                                                         |                                                |                                                                                              |
| C.S.A.             | Suore dei Santi Angeli                                                     |                                                |                                                                                              |
| C.S.A.             | Suore di Sant'Agnese                                                       |                                                |                                                                                              |
| C.S.A.C.           | Suore dell'Apostolato Cattolico                                            | Pallottine                                     |                                                                                              |
| C.S.A.S.C.         | Suore dell'Addolorata e della Santa Croce                                  |                                                |                                                                                              |
| C.S.B.             | Preti di San Basilio                                                       |                                                | Congregatio a Sancto Basilio                                                                 |
| C.S.B.             | Suore di Santa Brigida                                                     | Brigidine                                      |                                                                                              |
| C.S.B.A.           | Suore Salvatoriane dell'Annunciazione                                      |                                                |                                                                                              |
| C.S.C.             | Carmelitane del Sacro Cuore                                                |                                                |                                                                                              |
| C.S.C.             | Congregazione di Santa Croce                                               |                                                | Congregatio a S. Cruce                                                                       |
| C.S.C.             | Suore Consolatrici del Divino Cuore di Gesù                                |                                                |                                                                                              |
| C.S.C.             | Suore della Carità di Thrissur                                             |                                                |                                                                                              |
| C.S.C.             | Suore della Santa Croce                                                    |                                                |                                                                                              |
| C.S.C.             | Suore della Santa Croce e dei Sette Dolori                                 |                                                |                                                                                              |
| C.S.C.             | Suore di Santa Caterina Vergine e Martire                                  |                                                | Congregatio Sororum S. Catharinae V. et M.                                                   |
| C.S.Ch.            | Congregazione delle Scuole di Carità                                       | Istituto Cavanis                               | Congregatio Scholarum Charitatis                                                             |
| C.S.C.d.G.         | Suore Carmelitane delle Grazie                                             | Carmelitane di Santa Maria Maddalena de' Pazzi |                                                                                              |
| C.S.D.G.           | Suore di San Domenico di Granada                                           | Domenicane di Granada                          |                                                                                              |
| C.S.D.P.           | Suore della Divina Provvidenza                                             |                                                | Congregatio Sororum a Divina Providentia                                                     |
| C.S.D.P.           | Suore del Divin Pastore della Provvidenza Divina                           |                                                | Congregatio Sororum Divini Pastoris a Providentia Divina                                     |
| C.S.F.             | Congregazione della Sacra Famiglia di Bergamo                              |                                                | Congregatio a Sacra Famiglia                                                                 |
| C.S.F.             | Suore Collegine della Sacra Famiglia                                       | Collegine                                      |                                                                                              |
| C.S.F.A.           | Suore Francescane degli Afflitti                                           |                                                | Congregatio Sororum Franciscalium ab Afflictis                                               |
| C.S.F.B.           | Suore della Famiglia di Betania                                            |                                                | Congregatio Sororum Familae Betanensis                                                       |
| C.S.F.N.           | Suore della Sacra Famiglia di Nazareth                                     |                                                | Congregatio Sanctae Familiae de Nazareth                                                     |
| C.S.G.             | Suore di San Giuseppe di Chambéry                                          |                                                |                                                                                              |
| C.S.I.             | Congregazione di San Giuseppe                                              | Giuseppini del Murialdo                        | Congregatio Sancti Joseph                                                                    |
| C.S.I.B.P.         | Congregazione di San Giovanni Battista Precursore                          |                                                | Congregatio Sacti Iohannis Baptistae Praecursoris                                            |
| C.S.I.C.           | Suore dell'Immacolata Concezione della Beata Vergine Maria                 |                                                | Congregatio Sororum Immaculatae Conceptionis Beatae Virginis Mariae                          |
| C.S.J.             | Suore Carmelitane di San Giuseppe                                          |                                                |                                                                                              |
| C.S.J.             | Suore Carmelitane di San Giuseppe                                          | Carmelo Apostolico di San Giuseppe             |                                                                                              |
| C.S.J.             | Suore di San Giuseppe di Carondelet                                        |                                                |                                                                                              |
| C.S.J.             | Suore di San Giuseppe di Concordia                                         |                                                |                                                                                              |
| C.S.J.             | Suore di San Giuseppe di Cuneo                                             |                                                |                                                                                              |
| C.S.J.             | Suore di San Giuseppe di Lione                                             |                                                |                                                                                              |
| C.S.J.             | Suore di San Giuseppe di Orange                                            |                                                |                                                                                              |
| C.S.J.             | Suore di San Giuseppe di Pittsburgh                                        |                                                |                                                                                              |
| C.S.J.             | Suore di San Giuseppe di Sault Sainte Marie                                |                                                |                                                                                              |
| C.S.J.             | Suore di San Giuseppe in Canada                                            |                                                |                                                                                              |
| C.S.J.P.           | Suore di San Giuseppe della Pace                                           |                                                |                                                                                              |
| C.S.L.             | Suore della Beata Maria Vergine di Loreto                                  | Loretane                                       | Congregatio Sororum Beatae Mariae Lauretanae                                                 |
| C.S.M.             | Suore Compassioniste Serve di Maria                                        | Compassioniste                                 |                                                                                              |
| C.S.M.             | Suore di Carità di Miyazaki                                                |                                                |                                                                                              |
| C.S.M.             | Suore di Santa Maria                                                       |                                                |                                                                                              |
| C.S.M.             | Suore di Santa Marta                                                       | Suore di Antigonish                            |                                                                                              |
| C.S.M.             | Suore di Santa Marta                                                       | Suore di Prince Edward Island                  |                                                                                              |
| C.S.M.             | Suore di Santa Marta                                                       |                                                |                                                                                              |
| C.S.M.A.           | Congregazione di San Michele Arcangelo                                     | Micaeliti                                      | Congregatio Sancti Michaëlis Archangeli                                                      |
| C.S.M.M.           | Suore di Santa Maria Maddalena della Penitenza                             | Maddalene                                      | Congregatio Sororum Sanctae Mariae Magdalenae de Paenitentia                                 |
| C.S.N.             | Suore di Nazareth                                                          |                                                |                                                                                              |
| C.S.P.             | Società dei Sacerdoti Missionari di San Paolo Apostolo                     | Paolisti                                       | Societas Sacerdotum Missionariorum a S. Paulo Apostolo                                       |
| C.S.P.             | Sorelle Concezioniste al Servizio dei Poveri                               |                                                |                                                                                              |
| C.S.R.             | Congregazione dei Rosariani                                                | Rosariani                                      | Congregatio Sanctissimi Rosarii                                                              |
| C.S.R.             | Suore del Redentore                                                        |                                                |                                                                                              |
| C.S.S.             | Congregazione delle Sacre Stimmate di Nostro Signore Gesù Cristo           | Stimmatini                                     | Congregatio a SS. Stigmatibus D.N.I.C.                                                       |
| C.S.S.             | Suore Canonichesse dello Spirito Santo                                     |                                                |                                                                                              |
| C.S.S.E.           | Suore di Santa Elisabetta                                                  |                                                | Congregatio Sororum Ravarum a Sancta Elisabetha                                              |
| C.S.S.F.           | Suore di San Felice da Cantalice                                           | Feliciane                                      | Congregatio Sororum S. Felicis de Cantalice III Ordinis Regularis Sancti Francisci Seraphici |
| C.S.S.G.B.         | Suore di San Giovanni Battista                                             | Battistine                                     |                                                                                              |
| C.S.S.J.           | Suore di San Giuseppe di Cracovia                                          |                                                |                                                                                              |
| C.S.S.J.           | Suore di San Giuseppe Sposo della Beata Vergine Maria                      |                                                |                                                                                              |
| C.S.S.K.           | Suore Insegnanti di Nostra Signora                                         |                                                |                                                                                              |
| C.S.S.M.           | Suore di Santa Marta                                                       |                                                |                                                                                              |
| C.S.S.M.A.         | Suore di San Michele Arcangelo                                             | Michelite                                      | Congregatio Sororum Sancti Michaelis Archangeli                                              |
| C.S.Sp.            | Congregazione dello Spirito Santo                                          | Spiritani                                      | Congregatio Sancti Spiritus sub tutela Immaculati Cordis Beatissimae Virginis Mariae         |
| C.S.Sp.            | Suore Missionarie dello Spirito Santo                                      | Spiritane                                      |                                                                                              |
| C.S.Ss.S.          | Suore del Santissimo Sacramento                                            |                                                | Congregatio Sororum a Sanctissimo Sacramento                                                 |
| C.S.S.T.           | Suore Carmelitane di Santa Teresa                                          | Carmelitane di Bangalore                       |                                                                                              |
| C.SS.T.            | Suore della Santissima Trinità                                             | Trinitarie di Valence                          |                                                                                              |
| C.S.T.             | Congregazione di Santa Teresa del Bambin Gesù                              | Little Flower                                  | Congregatio Sanctae Theresiae a Iesu Infante                                                 |
| C.S.T.             | Suore di Santa Teresa del Bambin Gesù                                      |                                                |                                                                                              |
| C.S.T.F.           | Suore Carmelitane di Santa Teresa                                          | Bettine                                        |                                                                                              |
| C.S.V.             | Chierici di San Viatore                                                    | Viatoriani                                     | Congregatio Clericorum Parochialium seu Catechistarum S. Viatoris                            |
| C.SS.R.            | Congregazione del Santissimo Redentore                                     | Redentoristi                                   | Congregatio Sanctissimi Redemptoris                                                          |
| C.T.C.             | Suore Carmelitane Teresiane                                                |                                                |                                                                                              |
| C.T.S.J.           | Suore Carmelitane Teresiane di San Giuseppe                                |                                                |                                                                                              |
| C.V.               | Congregazione Vincenziana Malabarese                                       |                                                | Congregatio Vincentiana                                                                      |
| C.V.I.             | Religiose del Verbo Incarnato                                              |                                                |                                                                                              |
| C.V.I.             | Suore del Verbo Incarnato e del Santissimo Sacramento                      |                                                |                                                                                              |

## D
| Sigla    | Nome ufficiale                                                                | vulgo                                      | latino                                   |
| -------- | ----------------------------------------------------------------------------- | ------------------------------------------ | ---------------------------------------- |
| D.A.     | Religiose Domenicane dell'Annunziata                                          |                                            |                                          |
| d.B.P.   | Figlie di Maria Santissima, Madre della Divina Provvidenza e del Buon Pastore |                                            |                                          |
| D.C.     | Dottrinari                                                                    | Dottrinari                                 | Congregatio Patrum Doctrinae Christianae |
| D.C.     | Suore della Dottrina Cristiana                                                |                                            |                                          |
| D.D.L.   | Figlie del Divino Amore                                                       |                                            |                                          |
| D.E.I.C. | Suore Domenicane dell'Insegnamento dell'Immacolata Concezione                 | Domenicane                                 |                                          |
| D.G.E.   | Suore Discepole di Gesù Eucaristico                                           |                                            |                                          |
| D.I.C.   | Suore Domenicane dell'Immacolata Concezione                                   | Suore dell'Immacolata Concezione di Tolosa |                                          |
| D.J.     | Discepole di Gesù                                                             |                                            |                                          |
| D.M.     | Figlie dell'Immacolata Concezione di Maria                                    |                                            |                                          |
| D.M.     | Figlie di Maria                                                               |                                            |                                          |
| D.M.     | Figlie di Maria, Madre della Chiesa                                           |                                            |                                          |
| D.M.B.   | Figlie di Maria                                                               | Bannabikira                                |                                          |
| D.M.C.   | Suore Domenicane Missionarie delle Campagne                                   |                                            |                                          |
| D.M.J.   | Figlie di Maria e Giuseppe                                                    | Dame di Maria                              |                                          |
| D.M.M.M. | Figlie di Maria, Madre della Misericordia                                     |                                            |                                          |
| D.M.S.F. | Suore Domenicane Missionarie della Sacra Famiglia                             |                                            |                                          |
| D.N.     | Figlie di Nostra Signora di Nazareth                                          | Domenicane di Nazareth                     |                                          |
| D.O.L.C. | Figlie di Nostra Signora della Compassione                                    | Suore della Compassione                    |                                          |
| D.P.     | Suore del Divin Pastore                                                       |                                            |                                          |
| D.S.A.   | Figlie di Sant'Anna, di Calcutta                                              |                                            |                                          |
| D.S.A.   | Figlie di Sant'Anna, di Ranchi                                                |                                            |                                          |
| D.S.C.G. | Suore Domenicane del Sacro Cuore di Gesù                                      |                                            |                                          |
| D.S.C.S. | Suore Domenicane di Santa Caterina da Siena                                   | Domenicane portoghesi                      |                                          |
| D.S.E.   | Sodalizio delle Vergini Domenicane dello Spirito Santo                        |                                            |                                          |
| D.S.H.   | Figlie del Sacro Cuore                                                        | Suore della Nuzzo                          |                                          |
| D.S.S.   | Ancelle dei Poveri                                                            | Dinasevanasabha                            |                                          |
| D.S.T.   | Discepole di Santa Teresa del Bambin Gesù                                     |                                            |                                          |
| D.S.T.A. | Suore Domenicane di San Tommaso d'Aquino                                      |                                            |                                          |

## E
| Sigla    | Nome ufficiale                                           | vulgo                     | latino                                               |
| -------- | -------------------------------------------------------- | ------------------------- | ---------------------------------------------------- |
| E.A.M.   | Ancelle dell'Amore Misericordioso                        |                           |                                                      |
| E.C.J.   | Ancelle del Cuore di Gesù                                |                           |                                                      |
| E.C.M.C. | Eremiti Camaldolesi di Monte Corona                      | Coronesi                  | Congregatio Eremitarum Camaldulensium Montis Coronae |
| E.F.     | Figlie della Chiesa                                      |                           |                                                      |
| E.H.J.   | Suore del Cuore Eucaristico di Gesù                      |                           |                                                      |
| E.I.N.   | Ancelle dell'Immacolata Bambina                          |                           |                                                      |
| E.M.     | Missionarie dell'Eucaristia                              |                           |                                                      |
| E.M.I.   | Ancelle di Maria Immacolata                              | Protettrici delle Operaie |                                                      |
| E.P.     | Società Clericale Virgo Flos Carmeli                     |                           | Societas clericalis "Virgo Flos Carmeli"             |
| E.P.     | Società Regina Virginum                                  |                           |                                                      |
| E.SS.E.  | Ancelle della Santissima Eucaristia e della Madre di Dio |                           |                                                      |
| Eud.     | Congregazione di Gesù e Maria                            | Eudisti                   | Congregatio Iesu et Mariae (Eudistarum)              |

## F
| Sigla      | Nome ufficiale                                                          | vulgo                              | latino                                                                                   |
| ---------- | ----------------------------------------------------------------------- | ---------------------------------- | ---------------------------------------------------------------------------------------- |
| F.A.M.     | Figli dell'Amore Misericordioso                                         |                                    | Congregatio Filiorum Amoris Misericordis                                                 |
| F.A.M.     | Francescane Ancelle di Maria                                            |                                    |                                                                                          |
| F.A.M.     | Suore Francescane Ancelle di Maria                                      |                                    | Congregatio Sororum Ancillarum Mariae                                                    |
| F.A.S.     | Suore Francescane Apostoliche                                           |                                    |                                                                                          |
| F.B.C.     | Suore Francescane di Nostra Signora del Buon Consiglio                  |                                    |                                                                                          |
| F.B.F.     | Ordine Ospedaliero di San Giovanni di Dio                               | Fatebenefratelli                   | Ordo Hospitalarius Sancti Ioannis de Deo                                                 |
| F.B.M.V.A. | Francescane di Santa Maria degli Angeli                                 | Francescane di Waldbreitbach       | Sorores Franciscanae Beatae Mariae Virginis Angelorum                                    |
| F.B.S.     | Suore Francescane di Nostra Signora del Buon Soccorso                   | Francescane di Madras              |                                                                                          |
| F.C.       | Figli della Carità                                                      |                                    | Filii Charitatis                                                                         |
| F.C.       | Figlie della Croce                                                      |                                    |                                                                                          |
| F.C.       | Fratelli della Carità di Gent                                           |                                    | Fratres a Caritate                                                                       |
| F.C.C.     | Congregazione delle Francescane Clarisse                                | Clarisse Francescane Malabaresi    |                                                                                          |
| F.C.I.M.   | Figlie del Cuore Immacolato di Maria                                    |                                    |                                                                                          |
| F.C.I.M.   | Suore Francescane Missionarie del Cuore Immacolato di Maria             | Francescane d'Egitto               | Congregatio Sororum Franciscanae Missionariae a Corde Immaculatae Beatae Mariae Virginis |
| F.C.J.     | Fedeli Compagne di Gesù                                                 |                                    | Societas Fidelium Sociarum Iesu                                                          |
| F.C.J.     | Figlie del Cuore di Gesù                                                | Adoratrici Francesi                |                                                                                          |
| F.C.J.     | Suore della Famiglia del Cuore di Gesù                                  |                                    | Familia de Corde Iesu                                                                    |
| F.C.J.M.   | Suore Francescane Figlie dei Sacri Cuori di Gesù e Maria                | Francescane di Salzkotten          |                                                                                          |
| F.C.L.     | Francescane della Croce del Libano                                      |                                    |                                                                                          |
| F.C.M.     | Suore Figlie del Cuore Purissimo di Maria                               |                                    |                                                                                          |
| F.C.P.     | Suore Francescane Cooperatrici Parrocchiali dell'Assunzione             |                                    |                                                                                          |
| F.C.PP.S.  | Figlie della Carità del Preziosissimo Sangue                            |                                    |                                                                                          |
| F.C.R.     | Figlie di Cristo Re                                                     |                                    |                                                                                          |
| F.C.S.C.J. | Figlie della Carità del Sacro Cuore di Gesù                             |                                    |                                                                                          |
| F.d.B.     | Figlie di Betlem                                                        |                                    |                                                                                          |
| F.d.C.     | Figlie della Carità di San Vincenzo de' Paoli                           |                                    | Sorores Caritatis Sancti Vincentii a Paul                                                |
| F.d.C.     | Figlie del Crocifisso                                                   |                                    |                                                                                          |
| F.D.C.     | Figlie della Croce                                                      |                                    |                                                                                          |
| F.D.C.     | Figlie della Divina Carità                                              |                                    |                                                                                          |
| F.d.C.C.   | Figli della Carità                                                      | Canossiani                         | Congregatio Filiorum a Caritate                                                          |
| F.d.G.     | Figlie di Gesù                                                          |                                    |                                                                                          |
| F.D.G.B.P. | Figlie di Gesù Buon Pastore                                             | Suore del Buon Pastore di Piacenza |                                                                                          |
| F.d.G.C.   | Missionarie Figlie di Gesù Crocifisso                                   |                                    |                                                                                          |
| F.d.L.P.   | Figlie della Provvidenza                                                |                                    |                                                                                          |
| F.d.L.S.   | Figlie della Sapienza                                                   | Monfortane                         | Institutum Filiarum a Sapientia                                                          |
| F.d.M.     | Figlie di Maria                                                         | Suore della Paridaens              |                                                                                          |
| F.D.M.     | Figlie di Maria di Saint-Denis                                          |                                    |                                                                                          |
| F.D.M.     | Fratelli di Nostra Signora della Misericordia                           |                                    | Institutum Fratrum B.M.V. a Misericordia                                                 |
| F.D.N.S.C. | Figlie di Nostra Signora del Sacro Cuore                                | Suore d'Issoudun                   | Filiae Dominae Nostrae a Sacro Corde                                                     |
| F.d.O.     | Figlie dell'Oratorio                                                    |                                    |                                                                                          |
| F.D.P.     | Piccola Opera della Divina Provvidenza (Figli della Divina Provvidenza) | Orionini                           | Parvum opus Divinae Providentiae                                                         |
| F.D.P.     | Figlie della Divina Provvidenza                                         |                                    |                                                                                          |
| F.d.P.S.M. | Figlie della Provvidenza per le Sordomute                               |                                    |                                                                                          |
| F.D.Z.     | Figlie del Divino Zelo                                                  |                                    |                                                                                          |
| F.F.S.C.   | Fratelli Francescani della Santa Croce                                  |                                    | Institutum Fratrum Franciscalium a Santa Cruce loci Waldbreitbach                        |
| F.G.C.     | Figlie di San Giuseppe del Caburlotto                                   |                                    |                                                                                          |
| F.H.M.     | Suore Francescane Figlie della Misericordia                             |                                    |                                                                                          |
| F.I.       | Figlie di Gesù                                                          | Gesuitine                          |                                                                                          |
| F.I.       | Frati Francescani dell'Immacolata                                       |                                    | Congregatio Fratrum Franciscanorum Immaculatae                                           |
| F.I.       | Suore Francescane dell'Immacolata                                       |                                    | Congregatio Sororum Franciscanorum Immaculatae                                           |
| F.I.C.     | Figlie dell'Immacolata Concezione                                       | Suore di Buenos Aires              |                                                                                          |
| F.I.C.     | Fratelli dell'Immacolata Concezione di Maastricht                       |                                    | Congregatio Fratrum Immaculatae Conceptionis B.M.V.                                      |
| F.I.C.     | Religiose Francescane dell'Immacolata Concezione                        |                                    |                                                                                          |
| F.I.C.     | Suore Francescane dell'Immacolata Concezione                            | Sorelle della Scuole di Graz       |                                                                                          |
| F.I.C.P.   | Fratelli dell'Istruzione Cristiana di Ploërmel                          |                                    | Institutum Fratrum instructionis christianae de Ploërmel                                 |
| F.I.H.     | Suore Francescane dell'Immacolato Cuore di Maria                        | Francescane di Quilon              |                                                                                          |
| F.I.H.M.   | Suore Francescane del Cuore Immacolato di Maria                         | Francescane di Pondicherry         |                                                                                          |
| F.J.       | Figlie di Gesù                                                          |                                    |                                                                                          |
| F.J.       | Fratelli giuseppini del Rwanda                                          | Bayozefiti                         | Institutum Fratrum Filiorum Sancti Ioseph, vulgo Bayozefiti                              |
| F.M.       | Suore Francescane della Misericordia                                    | Francescane di Lussemburgo         |                                                                                          |
| F.M.A.     | Figlie di Maria Ausiliatrice                                            | Salesiane di Don Bosco             | Congregatio Filiarum Mariae Auxiliatricis                                                |
| F.M.A.     | Figlie di Maria dell'Assunzione                                         |                                    |                                                                                          |
| F.M.C.     | Figlie della Misericordia e della Croce                                 |                                    |                                                                                          |
| F.M.C.K.   | Suore Francescane Missionarie di Cristo Re                              |                                    |                                                                                          |
| F.M.D.     | Filippesi Figlie di Maria Addolorata                                    | Filippine dell'Addolorata          |                                                                                          |
| F.M.D.A.   | Figlie della Madonna del Divino Amore                                   |                                    |                                                                                          |
| F.M.d.C.   | Suore Francescane Missionarie di Cristo                                 | Suore di Sant'Onofrio              |                                                                                          |
| F.M.D.D.   | Figli della Madre di Dio Addolorata                                     | Doloristi                          | Filii Matris Dei Dolorosae                                                               |
| F.M.D.M.   | Missionarie Francescane della Divina Maternità                          |                                    |                                                                                          |
| F.M.D.P.   | Francescane Missionarie di Nostra Signora                               | Francescane Missionarie di Calais  |                                                                                          |
| F.M.G.B.   | Suore Francescane Missionarie di Gesù Bambino                           |                                    | Congregatio Sororum Franciscalium a Puero Iesu                                           |
| F.M.H.     | Figlie di Maria Santissima dell'Orto                                    | Gianelline                         | Congregatio Filiarum Mariae Sanctissimae ab Horto                                        |
| F.M.I.     | Figli della Beata Vergine Immacolata di Francia                         | Padri di Chavagnes                 | Congregatio Filiorum B. M. V. Immaculatae                                                |
| F.M.I.     | Figli di Maria Immacolata                                               | Pavoniani                          | Congregatio Filiorum Mariae Immaculatae                                                  |
| F.M.I.     | Figlie di Maria Immacolata                                              | Immacolatine                       | Institutm Filiarum Mariae Immaculatae                                                    |
| F.M.I.     | Figlie di Maria Immacolata                                              | Marianiste                         |                                                                                          |
| F.M.I.     | Figlie di Maria Immacolata sotto il patrocinio di San Giuseppe          |                                    |                                                                                          |
| F.M.I.     | Suore dimesse figlie di Maria Immacolata                                | Dimesse                            |                                                                                          |
| F.M.I.     | Suore Francescane di Maria Immacolata                                   | Cappuccine di Túquerres            |                                                                                          |
| F.M.I.C.   | Religiose Francescane Missionarie dell'Immacolata Concezione            |                                    |                                                                                          |
| F.M.M.     | Figlie di Maria Missionarie                                             |                                    |                                                                                          |
| F.M.M.     | Fratelli della Misericordia                                             |                                    | Fratres de Misericordia                                                                  |
| F.M.M.     | Suore Francescane Missionarie di Maria                                  |                                    | Congregatio Franciscalium Missionariarum a Maria                                         |
| F.M.M.A.   | Fratelli della Misericordia di Maria Ausiliatrice                       |                                    | Fratres Misericordiae Mariae Auxiliatricis                                               |
| F.M.M.D.P. | Francescane Missionarie della Madre del Divin Pastore                   |                                    |                                                                                          |
| F.M.M.E.   | Figlie di Maria, Madre della Chiesa                                     |                                    |                                                                                          |
| F.M.N.     | Suore Francescane Missionarie della Natività di Nostra Signora          | Darderes                           |                                                                                          |
| F.M.R.     | Fratelli Missionari delle Campagne                                      |                                    | Fratres Missonarii Rurales                                                               |
| F.M.S.     | Fratelli Maristi delle Scuole                                           | Maristi                            | Institutum Fratrum Maristarum a Scholis                                                  |
| F.M.S.A.   | Suore Francescane Missionarie per l'Africa                              |                                    |                                                                                          |
| F.M.S.C.   | Suore Francescane Missionarie del Sacro Cuore                           |                                    |                                                                                          |
| F.M.S.J.   | Suore Francescane Missionarie di San Giuseppe                           |                                    |                                                                                          |
| F.M.V.I.   | Figlie di Maria Vergine Immacolata                                      |                                    |                                                                                          |
| F.N.       | Congregazione della Sacra Famiglia di Nazareth                          | Piamartini                         | Congregatio Sacrae Familiae a Nazareth                                                   |
| F.N.D.D.   | Figlie di Nostra Signora Addolorata                                     |                                    |                                                                                          |
| F.N.D.L.   | Fratelli di Nostra signora di Lourdes                                   |                                    | Fratres N.D. Lurdensis                                                                   |
| F.N.S.B.C. | Suore Francescane di Nostra Signora del Buon Consiglio                  |                                    |                                                                                          |
| F.N.S.M.C. | Figlie di Nostra Signora al Monte Calvario                              |                                    |                                                                                          |
| F.N.S.P.   | Figlie di Nostra Signora della Pietà                                    |                                    |                                                                                          |
| F.N.S.S.C. | Figlie di Nostra Signora del Sacro Cuore                                |                                    |                                                                                          |
| F.P.M.     | Fratelli della Presentazione                                            |                                    | Fratres Piae Congregationis a Presentatione                                              |
| F.P.M.     | Suore Francescane della Presentazione di Maria                          |                                    |                                                                                          |
| F.P.M.T.   | Figlie della Presentazione di Maria Santissima al Tempio                |                                    |                                                                                          |
| F.P.S.G.C. | Figlie Povere di San Giuseppe Calasanzio                                | Calasanziane                       |                                                                                          |
| F.R.A.     | Figlie della Regina degli Apostoli                                      |                                    |                                                                                          |
| F.S.       | Suore di Nostra Signora di Fátima                                       |                                    |                                                                                          |
| F.S.A.     | Figlie di Sant'Anna                                                     |                                    |                                                                                          |
| F.S.A.     | Suore Francescane di Sant'Anna                                          |                                    |                                                                                          |
| F.S.A.G.   | Suore Francescane di San Luigi Gonzaga                                  |                                    |                                                                                          |
| F.S.C.     | Figlie di San Camillo                                                   | Camilliane                         | Congregatio Filiarum Sancti Camilli                                                      |
| F.S.C.     | Fratelli delle Scuole Cristiane                                         | Lasalliani                         | Institutum Fratrum Scholarum Christianarum                                               |
| F.S.C.     | Francescane Ancelle della Croce di Laski                                |                                    |                                                                                          |
| F.S.C.B.   | Fraternità Sacerdotale dei Missionari di San Carlo Borromeo             |                                    | Sacerdotalis Fraternitas Missionariorum a Sancto Carolo Borromeo                         |
| F.S.C.G.   | Figlie del Sacro Cuore di Gesù della Verzeri                            |                                    |                                                                                          |
| F.S.C.G.   | Suore della Famiglia del Sacro Cuore di Gesù                            | Suore di Brentana                  |                                                                                          |
| F.S.C.I.   | Figli del Sacro Cuore di Gesù                                           |                                    | Congregatio Filiorum S. Cordis Iesu                                                      |
| F.S.C.J.   | Suore Francescane del Sacro Cuore di Gesù                               |                                    |                                                                                          |
| F.S.E.     | Figlie dello Spirito Santo                                              | Suore Bianche di Bretagna          |                                                                                          |
| F.S.E.     | Suore Francescane dell'Eucaristia                                       |                                    |                                                                                          |
| F.S.E.     | Suore Francescane di Sant'Elisabetta                                    |                                    |                                                                                          |
| F.S.F.     | Fratelli della Sacra Famiglia di Belley                                 |                                    | Institutum Fratrum a Sancta Familia de Bellicio                                          |
| F.S.F.M.   | Suore Francescane di Santa Filippa Mareri                               | Clarisse di Borgo San Pietro       |                                                                                          |
| F.S.F.S.   | Figlie di San Francesco di Sales                                        |                                    |                                                                                          |
| F.S.G.     | Figlie di San Giuseppe di Genoni                                        | Giuseppine di Genoni               |                                                                                          |
| F.S.G.C.   | Fratelli di San Giuseppe Benedetto Cottolengo                           | Cottolenghini                      | Congregatio Fratrum a Sancto Iosepho Benedicto Cottolengo                                |
| F.S.G.M.   | Francescane di San Giorgio Martire                                      | Francescane di Thuine              |                                                                                          |
| F.S.J.     | Figlie di San Giuseppe                                                  |                                    |                                                                                          |
| F.S.J.     | Suore Francescane di San Giuseppe                                       |                                    |                                                                                          |
| F.S.J.     | Suore Francescane di San Giuseppe                                       |                                    |                                                                                          |
| F.S.L.G.   | Suore Francescane di Nostra Signora delle Grazie                        |                                    |                                                                                          |
| F.S.M.     | Suore Francescane di Maria                                              |                                    |                                                                                          |
| F.S.M.A.   | Suore Francescane di Santa Maria degli Angeli                           | Francescane di Angers              |                                                                                          |
| F.S.M.I.   | Figli di Santa Maria Immacolata                                         |                                    | Congregatio Filiorum Sanctae Mariae Immaculatae                                          |
| F.S.M.L.   | Figlie di Santa Maria di Leuca                                          |                                    |                                                                                          |
| F.S.M.P.   | Figlie di Santa Maria della Divina Provvidenza                          | Guanelliane                        |                                                                                          |
| F.S.M.P.   | Figlie di Santa Maria della Presentazione                               |                                    |                                                                                          |
| F.S.O.     | Famiglia Spirituale L'Opera                                             |                                    | Familia Spiritualis Opus                                                                 |
| F.S.P.     | Pia Società Figlie di San Paolo                                         | Paoline                            | Congregatio Filiarum a Sancti Pauli                                                      |
| F.S.P.     | Fratelli di San Patrizio                                                |                                    | Congregatio Fratrum a Sancto Patricio                                                    |
| F.S.P.A.   | Suore Francescane dell'Adorazione Perpetua                              |                                    |                                                                                          |
| F.Sp.S.    | Figlie dello Spirito Santo                                              |                                    |                                                                                          |
| F.S.S.J.   | Suore Francescane di San Giuseppe                                       |                                    |                                                                                          |
| F.S.S.P.   | Fraternità Sacerdotale San Pietro                                       |                                    | Fraternitas Sacerdotalis Sancti Petri                                                    |
| F.SS.R.    | Figli del Santissimo Redentore                                          | Redentoristi transalpini           | Filii Sanctissimi Redemptoris                                                            |

## G
| Sigla    | Nome ufficiale                          | vulgo    | latino                                        |
| -------- | --------------------------------------- | -------- | --------------------------------------------- |
| G.H.M.   | Missionari Domestici d'America          | Glenmary | Societas Missionariorum Domesticorum Americae |
| G.N.S.H. | Suore Grigie del Sacro Cuore            |          |                                               |
| G.S.I.C. | Suore Grigie dell'Immacolata Concezione |          |                                               |

## H
| Sigla      | Nome ufficiale                                               | vulgo                   | latino                                                    |
| ---------- | ------------------------------------------------------------ | ----------------------- | --------------------------------------------------------- |
| H.A.       | Piccole Suore dell'Annunciazione                             |                         |                                                           |
| H.A.       | Suore dei Santi Angeli                                       |                         |                                                           |
| H.A.C.C.   | Suore Apostoliche di Cristo Crocifisso                       |                         |                                                           |
| H.A.D.     | Piccole Suore degli Anziani Abbandonati                      |                         | Congregatio Parvarum Sororum Senium Derelictorum          |
| H.B.C.V.D. | Suore di Betania Consolatrici della Vergine Addolorata       |                         |                                                           |
| H.C.C.J.   | Suore della Carità del Sacro Cuore di Gesù                   |                         |                                                           |
| H.C.C.S.   | Suore della Carità del Cardinale Sancha                      |                         |                                                           |
| H.C.G.     | Suore Catechiste Guadalupane                                 |                         |                                                           |
| H.C.J.C.   | Suore Catechiste di Gesù Crocifisso                          |                         |                                                           |
| H.C.J.S.   | Suore del Cuore di Gesù Sacramentato                         |                         |                                                           |
| H.C.L.     | Suore Catechiste di Nostra Signora di Lourdes                |                         |                                                           |
| H.C.M.C.   | Suore Carmelitane di Madre Candelaria                        |                         |                                                           |
| H.C.M.I.   | Figlie della Carità di Maria Immacolata                      |                         |                                                           |
| H.C.S.A.   | Suore della Carità di Sant'Anna                              |                         |                                                           |
| H.C.S.C.J. | Suore Carmelitane del Sacro Cuore di Gesù                    | Carmelitane del Limonar |                                                           |
| H.C.S.J.   | Suore Carmelitane di San Giuseppe                            |                         |                                                           |
| H.D.C.     | Suore della Dottrina Cristiana                               |                         |                                                           |
| H.D.D.C.   | Suore Domenicane della Dottrina Cristiana                    |                         |                                                           |
| H.D.S.     | Figlie del Divin Salvatore                                   |                         |                                                           |
| H.D.S.     | Figlie del Divin Salvatore                                   |                         |                                                           |
| H.D.S.N.J. | Suore Domenicane del Santo Nome di Gesù                      | Domenicane di Tucumán   |                                                           |
| H.F.I.     | Religiose Francescane dell'Immacolata Concezione             |                         |                                                           |
| H.F.I.C.   | Suore Francescane dell'Immacolata Concezione                 |                         |                                                           |
| H.F.P.C.   | Religiose Francescane della Purissima Concezione             |                         |                                                           |
| H.F.S.C.J. | Suore Francescane del Sacro Cuore di Gesù                    |                         |                                                           |
| H.G.N.     | Araldi della Buona Novella                                   |                         | Societas Praeconum Bonae Notitiae                         |
| H.G.S.     | Suore Guadalupane di La Salle                                |                         |                                                           |
| H.H.C.J.   | Ancelle del Santo Bambino Gesù                               |                         |                                                           |
| HH.DD.     | Suore Domenicane di Santa Rosa da Lima                       |                         |                                                           |
| HH.MM.     | Suore Mercedarie del Bambino Gesù                            |                         |                                                           |
| HH.SS.CC.  | Figlie dei Sacri Cuori di Gesù e di Maria                    |                         |                                                           |
| HH.TT.     | Suore Trinitarie                                             |                         |                                                           |
| H.J.       | Suore di San Giuseppe del Messico                            |                         |                                                           |
| H.J.C.     | Suore Giuseppine della Carità                                |                         |                                                           |
| H.J.N.F.   | Suore Ospedaliere di Gesù Nazareno                           |                         |                                                           |
| H.M.       | Ancelle di Maria                                             |                         |                                                           |
| H.M.       | Figlie di Nostra Signora delle Misericordie                  |                         |                                                           |
| H.M.       | Suore dell'Umiltà di Maria                                   |                         |                                                           |
| H.M.C.R.   | Suore Missionarie Catechiste di Cristo Re                    |                         |                                                           |
| H.M.I.G.   | Figlie di Maria Immacolata di Guadalupe                      |                         |                                                           |
| H.M.S.P.   | Suore Missionarie Serve della Parola                         |                         |                                                           |
| H.M.S.S.   | Mercedarie del Santissimo Sacramento                         |                         |                                                           |
| H.P.M.     | Figlie del Patrocinio di Maria                               |                         |                                                           |
| H.P.M.     | Piccole Suore dei Poveri di Maiquetía                        |                         |                                                           |
| H.P.S.P.C. | Suore dei Poveri di San Pietro Claver                        |                         |                                                           |
| H.P.S.S.C. | Suore dei Poveri, Serve del Sacro Cuore di Gesù              |                         |                                                           |
| H.S.A.P.   | Suore di Sant'Antonio di Padova                              |                         |                                                           |
| H.S.C.     | Suore Ospedaliere del Sacro Cuore di Gesù                    |                         |                                                           |
| H.S.C.     | Suore Ospedaliere della Santa Croce                          |                         |                                                           |
| H.S.C.J.   | Figlie del Sacro Cuore di Gesù                               |                         |                                                           |
| H.S.C.J.   | Suore del Sacro Cuore di Gesù                                |                         |                                                           |
| H.S.C.M.G. | Figlie del Sacro Cuore di Gesù e di Santa Maria di Guadalupe |                         |                                                           |
| H.S.C.P.   | Suore del Sacro Cuore e dei Poveri                           |                         |                                                           |
| H.S.J.     | Figlie di San Giuseppe, Protettrici dell'Infanzia            |                         |                                                           |
| H.S.M.C.J. | Figlie di Santa Maria del Cuore di Gesù                      |                         |                                                           |
| H.S.M.G.   | Figlie di Santa Maria di Guadalupe                           |                         |                                                           |
| H.T.C.F.S. | Sorelle Terziarie Cappuccine della Sacra Famiglia            | Amigoniane              |                                                           |
| H.T.F.     | Religiose Francescane del Gregge di Maria                    |                         |                                                           |
| H.T.F.C.   | Suore Francescane della Carità                               |                         | Institutum Sororum Tertiariarum Franciscalium a Charitate |
| H.T.M.F.   | Suore Missionarie Francescane                                |                         |                                                           |
| H.V.C.H.I. | Suore della Vera Croce, Figlie della Chiesa                  |                         |                                                           |
| H.V.D.     | Figlie della Vergine dei Dolori                              |                         |                                                           |
| H.V.M.M.C. | Suore della Beata Vergine Maria del Monte Carmelo            | Carmelitane di Orihuela |                                                           |

## I
| Sigla          | Nome ufficiale                                                    | vulgo                       | latino                                                                 |
| -------------- | ----------------------------------------------------------------- | --------------------------- | ---------------------------------------------------------------------- |
| I.A.N.S.P.     | Suore Ausiliatrici di Nostra Signora della Pietà                  |                             |                                                                        |
| I.B.M.V.       | Istituto della Beata Vergine Maria                                | Dame Inglesi                | Institutum Beatae Mariae Virginis                                      |
| I.C.           | Iesu Communio                                                     |                             |                                                                        |
| I.C.           | Istituto della Carità                                             | Rosminiani                  | Institutum Charitatis                                                  |
| I.C.           | Sorelle Minime della Carità di Maria Addolorata                   | Istituto Campostrini        |                                                                        |
| I.C.H.D.P.     | Pio Istituto Calasanziano                                         | Figlie della Divina Pastora |                                                                        |
| I.C.M.         | Suore del Cuore Immacolato di Maria                               |                             |                                                                        |
| I.C.M.         | Suore del Cuore Immacolato di Maria                               |                             | Congregatio Sororum Immaculati Cordis Mariae                           |
| I.C.M.         | Suore Missionarie del Cuore Immacolato di Maria                   |                             |                                                                        |
| I.C.N.         | Istituto Cammino Nuovo                                            |                             | Institutum Novum Iter                                                  |
| I.C.P.         | Servi di Cristo Sacerdote                                         |                             | Institutum saecularis Servorum Christi Sacerdotis                      |
| I.C.P.B.       | Istituto del Clero Patriarcale di Bzommar                         |                             |                                                                        |
| I.C.R.S.P      | Istituto di Cristo Re Sommo Sacerdote                             |                             | Institutum Christi Regis Summi Sacerdoti                               |
| I.D.A.         | Suore del Divino Amore                                            |                             |                                                                        |
| I.D.H.J.       | Suore Domenicane di San Giuseppe                                  | Domenicane di Ilanz         |                                                                        |
| I.E.M.E.       | Istituto Spagnolo di San Francesco Saverio per le Missioni Estere | Saveriani                   | Institutum Hispanicum Sancti Francisci Xaverii pro Missionibus Exteris |
| I.F.C.J.       | Figlie del Sacro Cuore di Gesù                                    |                             |                                                                        |
| I.F.N.S.V.     | Suore Francescane di Nostra Signora delle Vittorie                |                             |                                                                        |
| I.F.O.C.       | Suore Francescane Ospedaliere di Santa Chiara                     |                             |                                                                        |
| I.H.M.         | Suore Ancelle del Cuore Immacolato di Maria, di Immaculata        |                             |                                                                        |
| I.H.M.         | Suore Ancelle del Cuore Immacolato di Maria, di Monroe            |                             |                                                                        |
| I.H.M.         | Suore Ancelle del Cuore Immacolato di Maria, di Scranton          |                             |                                                                        |
| I.H.M.         | Suore del Cuore Immacolato di Maria                               |                             |                                                                        |
| I.H.M.         | Suore del Cuore Immacolato di Maria, Madre di Cristo              |                             |                                                                        |
| I.J.           | Suore di San Francesco Saverio                                    | Istituzione Saveriana       |                                                                        |
| I.J.M.J.       | Suore dell'Istituto di Gesù, Maria e Giuseppe                     |                             |                                                                        |
| I.J.S.         | Suore del Bambino Gesù                                            | Dame di Saint-Maur          |                                                                        |
| I.M.           | Suore di Santa Marcellina                                         | Marcelline                  | Institutum Sororum Sanctae Marcellinae                                 |
| I.M.C.         | Istituto Missioni Consolata                                       |                             | Institutum Missionum a Consolata                                       |
| I.M.C.         | Suore Missionarie Cappuccine di San Francesco d'Assisi            |                             |                                                                        |
| I.M.E.Y.       | Istituto per le Missioni Estere di Yarumal                        |                             | Institutum Yarumalense pro Missionibus ad Exteras Gentes               |
| I.M.M.         | Suore Missionarie Mariane                                         |                             |                                                                        |
| I.M.S.         | Società dei Missionari Indiani                                    |                             | Societas Missionariorum Indiae Orientalis                              |
| I.M.T.         | Suore di Maria Teresa                                             | Ancelle di Gesù Cristo      |                                                                        |
| I.N.S.L.       | Suore dell'Immacolata Concezione di Nostra Signora di Lourdes     |                             |                                                                        |
| I.O.L.M.       | Istituto di Nostra Signora della Misericordia                     |                             |                                                                        |
| I.P.A.         | Figlie di Nazareth                                                |                             |                                                                        |
| I.P.M.M.I.     | Piccole Missionarie di Maria Immacolata                           |                             |                                                                        |
| I.S.B.F.M.     | Suore Basiliane Figlie di Santa Macrina                           |                             |                                                                        |
| I.S.C.         | Suore del Sacro Cuore di Gesù                                     |                             |                                                                        |
| I.S.D.C.       | Suore di Santa Dorotea di Cemmo                                   | Dorotee di Cemmo            |                                                                        |
| I.S.F.         | Suore Francescane dell'Immacolata Concezione                      |                             |                                                                        |
| I.S.F.         | Suore della Sacra Famiglia di Bergamo                             |                             |                                                                        |
| I.S.F.         | Suore della Sacra Famiglia di Savigliano                          |                             | Congregatio Sororum a Sancta Familia a Savigliano                      |
| I.S.M.         | Sorelle della Misericordia                                        |                             |                                                                        |
| I.S.M.A.       | Istituto delle Suore della Misericordia di Australia              |                             |                                                                        |
| I.S.M.C.       | Suore Missionarie della Consolata                                 |                             |                                                                        |
| I.S.P.X.       | Istituto secolare Pio X                                           |                             | Institutom seculare Pius X                                             |
| I.S.T.         | Religiose Trinitarie Scalze                                       |                             |                                                                        |
| Ist. del Prado | Istituto del Prado                                                |                             |                                                                        |
| I.S.Z.         | Suore Zelatrici del Sacro Cuore                                   |                             |                                                                        |
| I.U.U.         | Unione delle Suore Orsoline d'Irlanda                             | Orsoline d'Irlanda          |                                                                        |
| I.V.E.         | Istituto del Verbo incarnato                                      |                             |                                                                        |
| I.T.           | Istituzione Teresiana                                             |                             | Institutio Teresiana Giennii                                           |
| I.W.B.S.       | Suore del Verbo Incarnato e del Santissimo Sacramento             |                             |                                                                        |
| I.W.B.S.       | Suore del Verbo Incarnato e del Santissimo Sacramento             |                             |                                                                        |

## J
| Sigla  | Nome ufficiale                      | vulgo                | latino |
| ------ | ----------------------------------- | -------------------- | ------ |
| J.M.J. | Suore della Provvidenza             | Suore di Troyes      |        |
| J.P.   | Suore di San Girolamo               | Girolamine di Puebla |        |
| J.S.T. | Giuseppine della Santissima Trinità |                      |        |

## L
| Sigla  | Nome ufficiale             | vulgo | latino                            |
| ------ | -------------------------- | ----- | --------------------------------- |
| L.B.S. | Figlie del Buon Salvatore  |       |                                   |
| L.C.   | Legionari di Cristo        |       | Congregatio Legionariorum Christi |
| L.C.M. | Piccola Compagnia di Maria |       |                                   |

## M
| Sigla        | Nome ufficiale                                                        | vulgo                          | latino                                                                              |
| ------------ | --------------------------------------------------------------------- | ------------------------------ | ----------------------------------------------------------------------------------- |
| M.A.         | Suore di Maria Ausiliatrice                                           |                                |                                                                                     |
| M.Afr.       | Missionari d'Africa                                                   | Padri Bianchi                  | Missionarii Africae (Patres Albi)                                                   |
| M.A.P.       | Missionarie dell'Azione Parrocchiale                                  |                                |                                                                                     |
| M.A.R.       | Suore Agostiniane Recollette Missionarie                              |                                |                                                                                     |
| M.C.         | Missionarie Clarisse del Santissimo Sacramento                        |                                |                                                                                     |
| M.C.         | Missionarie Figlie del Cuore di Maria                                 |                                |                                                                                     |
| M.C.         | Missionarie della Carità                                              | Suore di Madre Teresa          | Congregatio Sororum Missionarium Caritatis                                          |
| M.C.         | Missionarie di Sant'Antonio Maria Claret                              |                                |                                                                                     |
| M.C.         | Suore della Carità di Nostra Signora della Mercede                    | Mercedarie della Carità        | Congregatio Sororum a Caritate B.M.V. de Mercede                                    |
| M.C.B.S.     | Congregazione Missionaria del Santissimo Sacramento                   |                                | Congregatio Missionalis a Sanctissimo Sacramento                                    |
| M.C.C.I.     | Missionari Comboniani del Cuore di Gesù                               | Comboniani                     | Missionarii Comboniani Cordis Iesu                                                  |
| M.C.D.P.     | Missionarie Catechiste della Divina Provvidenza                       |                                |                                                                                     |
| M.Ch.R.      | Suore Missionarie di Cristo Re per gli Emigrati Polacchi              |                                | Congregatio Sororum Missionariarum Christi Regis pro Polonis Emigrantibus           |
| M.C.I.       | Missionarie Crociate della Chiesa                                     |                                |                                                                                     |
| M.C.J.       | Missionarie di Gesù Cristo                                            |                                |                                                                                     |
| M.C.M.       | Missionarie del Cuore di Maria                                        |                                |                                                                                     |
| M.C.M.       | Missionarie del Cuore Immacolato di Maria                             |                                |                                                                                     |
| M.C.M.I.     | Missionarie della Carità di Maria Immacolata                          |                                |                                                                                     |
| M.C.P.       | Missionarie Catechiste dei Poveri                                     |                                |                                                                                     |
| M.C.R.       | Suore Missionarie di Cristo Re                                        |                                |                                                                                     |
| M.C.S.C.     | Missionarie Catechiste del Sacro Cuore                                |                                |                                                                                     |
| M.C.S.C.     | Suore Maestre Cattoliche del Sacro Cuore                              |                                |                                                                                     |
| M.C.S.C.     | Suore Missionarie Catechiste del Sacro Cuore                          |                                |                                                                                     |
| M.C.S.C.J.M. | Missionarie Catechiste dei Sacri Cuori di Gesù e di Maria             |                                |                                                                                     |
| M.C.S.J.     | Missionarie Catechiste di San Giuseppe                                |                                |                                                                                     |
| M.C.S.T.     | Missionarie Catechiste di Santa Teresa del Bambino Gesù               |                                |                                                                                     |
| M.D.         | Madri degli Abbandonati e di San Giuseppe della Montagna              |                                | Institutum Sororum Matrum Derelictorum                                              |
| M.D.C.       | Missionarie della Dottrina Cristiana                                  |                                |                                                                                     |
| M.d.I.       | Missionarie dell'Immacolata                                           |                                |                                                                                     |
| M.D.M.       | Missionarie del Divin Maestro                                         |                                |                                                                                     |
| M.D.P.       | Missionari di La Plaine                                               |                                |                                                                                     |
| M.d.P.       | Missionarie di Nostra Signora del Pilar                               |                                |                                                                                     |
| M.D.R.       | Missionari della Divina Redenzione                                    |                                | Congregatio Missionariorum a Divina Redemptione                                     |
| M.D.R.       | Suore Missionarie Domenicane del Rosario                              |                                |                                                                                     |
| M.d.S.       | Unione di Santa Caterina da Siena delle Missionarie della Scuola      | Missionarie della Scuola       |                                                                                     |
| M.E.F.       | Missionarie Eucaristiche Francescane                                  |                                |                                                                                     |
| M.E.M.I.     | Suore Missionarie Eucaristiche di Maria Immacolata                    |                                |                                                                                     |
| M.E.N.       | Suore Missionarie Eucaristiche di Nazareth                            | Marie Nazarene                 |                                                                                     |
| M.E.P.       | Società per le Missioni Estere di Parigi                              |                                | Societas Parisiensis missionum ad exteras gentes                                    |
| M.E.SS.T.    | Missionarie Eucaristiche della Santissima Trinità                     |                                |                                                                                     |
| M.F.G.       | Suore Missionarie Francescane di Guadalupe                            |                                |                                                                                     |
| M.F.I.C.     | Suore Missionarie Francescane dell'Immacolata Concezione di Maria     | Francescane di Belle Prairie   | Institutum Sororum Franciscalium Missionariarum de Immaculata Conceptione           |
| M.F.V.I      | Suore Missionarie Francescane del Verbo Incarnato                     |                                |                                                                                     |
| M.G.         | Istituto di Santa Maria di Guadalupe per le Missioni Estere           |                                | Institutum a Sancta Maria de Guadalupe pro Exteris Missionibus                      |
| M.G.         | Suore Missionarie Guadalupane                                         |                                |                                                                                     |
| M.G.C.R.     | Missionarie Guadalupane di Cristo Re                                  |                                | Congregatio Missionarum Guadalupanarum a Christo Rege                               |
| M.G.E.S.     | Missionarie di Gesù Eterno Sacerdote                                  |                                |                                                                                     |
| M.G.Sp.S.    | Suore Missionarie Guadalupane dello Spirito Santo                     |                                |                                                                                     |
| M.H.C.       | Madri della Santa Croce                                               |                                |                                                                                     |
| M.H.M.       | Società Missionaria di San Giuseppe di Mill Hill                      |                                | Societas Missionariorum S. Ioseph de Mill Hill                                      |
| M.H.M.L.     | Missionarie Figlie della Madre Santissima della Luce                  |                                |                                                                                     |
| M.H.P.V.M.   | Missionarie Figlie della Purissima Vergine Maria                      |                                |                                                                                     |
| M.H.S.       | Suore del Santissimo Sacramento                                       |                                |                                                                                     |
| M.H.S.F.N.   | Missionarie Figlie della Sacra Famiglia di Nazareth                   |                                |                                                                                     |
| M.H.S.H.     | Missionarie Ausiliarie del Sacro Cuore                                |                                |                                                                                     |
| M.I.         | Chierici Regolari Ministri degli Infermi                              | Camilliani                     | Ordo Clericorum Regularium Ministrantium Infirmis                                   |
| M.I.         | Suore Ospedaliere e Insegnanti di Maria Immacolata                    |                                |                                                                                     |
| M.I.C.       | Congregazione dei Chierici Mariani                                    | Mariani                        | Congregatio Clericorum Marianorum sub titulo Immaculatae Conceptionis Bmae Virginis |
| M.I.C.       | Missionari dell'Immacolata Concezione                                 | Padri di Garaison o di Lourdes | Congregatio Missionariorum Immaculatae Conceptionis B. M. V.                        |
| M.I.C.       | Missionarie dell'Immacolata Concezione della Beata Vergine Maria      |                                |                                                                                     |
| M.I.C.       | Suore Missionarie dell'Immacolata Concezione                          |                                |                                                                                     |
| M.Id.        | Istituto Id di Cristo Redentore                                       | Identes                        |                                                                                     |
| M.I.S.A.M.I. | Religiose Missionarie del Santissimo Sacramento e di Maria Immacolata |                                |                                                                                     |
| M.J.         | Missionari di San Giuseppe del Messico                                |                                | Societas Missionariorum a S. Joseph                                                 |
| M.J.C.       | Missionarie di Gesù Crocifisso                                        |                                |                                                                                     |
| M.J.C.       | Suore Missionarie di Gesù Crocifisso                                  |                                |                                                                                     |
| M.J.H.       | Missionarie di Gesù Ostia                                             |                                |                                                                                     |
| M.J.M.J.     | Missionarie di Gesù, Maria e Giuseppe                                 |                                |                                                                                     |
| M.J.S.       | Missionarie di Gesù Sacerdote                                         |                                |                                                                                     |
| M.J.V.V.     | Missionarie di Gesù Verbo e Vittima                                   |                                |                                                                                     |
| M.M.         | Società per le Missioni Estere degli Stati Uniti d'America            | Maryknoll                      | Societas de Maryknoll pro missionibus exteris                                       |
| M.M.         | Suore Domenicane di Maryknoll                                         |                                | Congregatio Sororum Sancti Dominici de Maryknoll                                    |
| M.M.B.       | Suore Mercedarie Missionarie                                          | Mercedarie di Bérriz           |                                                                                     |
| M.M.L.       | Suore Missionarie di Maria Immacolata e di Santa Caterina da Siena    | Missionarie di Madre Laura     |                                                                                     |
| M.M.M.       | Medico Missionarie di Maria                                           |                                |                                                                                     |
| M.M.M.       | Suore Missionarie di Maria Mediatrice                                 |                                |                                                                                     |
| M.M.S.       | Suore Medico Missionarie                                              |                                |                                                                                     |
| M.N.D.A.     | Suore Missionarie di Nostra Signora degli Angeli                      |                                |                                                                                     |
| M.N.M.       | Missionari della Natività di Maria                                    |                                | Congregatio Missionariorum Nativitatis Mariae                                       |
| M.O.         | Missionari degli Operai                                               |                                | Institutum Missionariorum Opificum                                                  |
| M.O.         | Missionarie Oblate del Sacro Cuore di Gesù e di Maria Immacolata      |                                |                                                                                     |
| M.O.P.       | Missionari dei Poveri                                                 |                                | Missionarii Pauperum                                                                |
| M.P.         | Suore Madri Pie di Nostra Signora Sede della Sapienza                 | Franzoniane                    |                                                                                     |
| M.P.         | Suore Minime della Passione di Nostro Signore Gesù Cristo             | Minime della Passione          | Congregatio Sororum Minimarum a Passione Domini Nostri Jesu Christi                 |
| M.P.d.A.     | Maestre Pie dell'Addolorata                                           |                                | Congregatio Magistrarum Piarum a Beata Maria Virgine Perdolente                     |
| M.P.F.       | Maestre Pie Filippini                                                 |                                |                                                                                     |
| M.P.S.       | Missionarie di Nostra Signora del Perpetuo Soccorso                   |                                |                                                                                     |
| M.P.V.       | Maestre Pie Venerini                                                  |                                |                                                                                     |
| M.R.         | Missionarie Riparatrici del Sacro Cuore di Gesù                       |                                |                                                                                     |
| M.R.         | Società di Maria Riparatrice                                          |                                | Institutum a Maria Reparatrice                                                      |
| M.S.         | Missionari di Nostra Signora della Salette                            | Salettiani                     | Missionarii Dominae Nostrae a La Salette                                            |
| M.S.         | Missionarie Figlie di San Girolamo Emiliani                           | Somasche                       |                                                                                     |
| M.S.         | Suore di Maria della Medaglia Miracolosa                              |                                | Sorores Mariae a Sacro Numismate                                                    |
| M.S.A.       | Società Clericale dei Missionari dei Santi Apostoli                   |                                | Societas Clericalis Sanctorum Apostolorum pro Missionibus                           |
| M.S.A.       | Suore Missionarie dell'Assunzione                                     |                                |                                                                                     |
| M.S.A.       | Suore Missionarie di Ajmer                                            |                                |                                                                                     |
| M.S.B.T.     | Ancelle Missionarie della Santissima Trinità                          |                                |                                                                                     |
| M.S.C.       | Minime Suore del Sacro Cuore                                          |                                |                                                                                     |
| M.S.C.       | Missionarie del Sacro Cuore di Gesù                                   |                                | Sorores Missionales a Sacro Corde Jesu                                              |
| M.S.C.       | Missionari del Sacro Cuore di Gesù                                    |                                | Missionarii Sacratissimi Cordis Iesu                                                |
| M.S.C.       | Missionari del Sacro Cuore e Santa Maria di Guadalupe                 |                                | Missionarii Sacri Cuori et Sanctae Mariae de Guadalupe                              |
| M.S.C.       | Suore Marianite di Santa Croce                                        |                                |                                                                                     |
| M.S.C.       | Suore Missionarie del Sacro Costato e di Maria Santissima Addolorata  | Figlie del Sacro Costato       |                                                                                     |
| M.S.C.       | Suore Missionarie del Sacro Cuore di Gesù                             | Missionarie di Hiltrup         | Sorores Missionariae a SS. Corde Iesu                                               |
| M.S.C.G.     | Missionarie del Sacro Cuore di Gesù e di Santa Maria di Guadalupe     |                                |                                                                                     |
| M.S.C.J.     | Compagnia Missionaria del Sacro Cuore di Gesù                         |                                |                                                                                     |
| M.S.C.J.M.   | Religiose Missionarie del Sacro Cuore di Gesù e Maria                 |                                |                                                                                     |
| M.S.C.J.X.   | Suore Missionarie del Sacro Cuore di Gesù                             |                                |                                                                                     |
| M.S.C.S.     | Suore Missionarie di San Carlo Borromeo                               | Scalabriniane per i Migranti   |                                                                                     |
| M.S.F.       | Missionari della Sacra Famiglia                                       |                                | Congregatio Missionariorum a S. Familia                                             |
| M.S.F.       | Suore Missionarie della Sacra Famiglia                                |                                | Congregatio Sororum Missionariorum a Sacra Familia                                  |
| M.S.F.S.     | Missionari di San Francesco di Sales d'Annecy                         | Fransaliani                    | Missionarii S. Francisci Salesii de Annecio                                         |
| M.S.G.       | Sorelle di Santa Gemma Galgani                                        |                                | Congregatio Missionaria Sororum S. Gemmae Galgani                                   |
| M.S.H.R.     | Suore Missionarie di Nostra Signora del Santo Rosario                 |                                |                                                                                     |
| M.S.J.B.     | Missionarie di San Giovanni Battista                                  |                                |                                                                                     |
| M.S.M.H.C.   | Suore Missionarie di Maria Aiuto dei Cristiani                        | Ferrandine                     |                                                                                     |
| M.S.M.I.     | Suore Missionarie di Maria Immacolata                                 |                                |                                                                                     |
| M.S.P.       | Missionari Servi della Parola                                         |                                | Congregatio Missionariorum Verbi Dei Servorum                                       |
| M.S.P.       | Società Missionaria delle Filippine                                   |                                |                                                                                     |
| M.S.P.       | Società Missionaria di San Paolo di Nigeria                           | Missionari di San Paolo        |                                                                                     |
| M.SS.CC.     | Missionari dei Sacri Cuori di Gesù e Maria                            |                                | Congregatio Missionariorum a Sacris Cordibus Iesu et Mariae                         |
| M.SS.CC.     | Missionari dei Sacri Cuori di Gesù e Maria di Mallorca                | Missionari di Mallorca         | Congregatio Missionariorum Sacrorum Cordium Iesu et Mariae                          |
| M.SS.CC.     | Missionarie dei Sacri Cuori di Gesù e di Maria                        |                                |                                                                                     |
| M.S.S.P.     | Società Missionaria di San Paolo                                      |                                | Missionalis Societas Sancti Pauli                                                   |
| M.S.SS.T.    | Missionari Servi della Santissima Trinità                             |                                | Congregatio Missionariorum Servorum Sanctissimae Trinitatis                         |
| M.S.T.       | Missionarie di Santa Teresa del Bambin Gesù                           |                                |                                                                                     |
| M.S.T.       | Società Missionaria di San Tommaso Apostolo                           |                                |                                                                                     |
| M.S.J.       | Suore Medico Missionarie di San Giuseppe                              |                                |                                                                                     |
| M.S.T.       | Suore Missionarie di Santa Teresa del Bambin Gesù                     |                                |                                                                                     |
| M.S.T.L.     | Suore Missionarie di Santa Teresa del Bambin Gesù                     |                                |                                                                                     |
| M.S.U.       | Monaci studiti ucraini                                                | Studiti                        | Monachi e Regula Studitarum                                                         |
| M.Sp.S.      | Missionari dello Spirito Santo                                        |                                | Missionarii a Spiritu Sancto                                                        |
| M.V.S.       | Suore dell'Immacolata Concezione della Beata Vergine Maria            |                                |                                                                                     |
| M.V.Z.       | Suore di Carità di San Vincenzo de' Paoli                             |                                |                                                                                     |
| M.X.Y.       | Istituto per le Missioni Estere di Yarumal                            |                                | Institutum Yarumalense pro Missionibus ad Exteras Gentes                            |

## N
| Sigla      | Nome ufficiale                                        | vulgo                                                | latino                                            |
| ---------- | ----------------------------------------------------- | ---------------------------------------------------- | ------------------------------------------------- |
| N.D.B.C.   | Suore di Nostra Signora del Buon Consiglio            |                                                      |                                                   |
| N.D.C.     | Suore di Nostra Signora del Calvario                  |                                                      | Congregatio Sororum Dominae Nostrae a Calvario    |
| N.D.C.     | Suore di Nostra Signora della Compassione             |                                                      |                                                   |
| N.D.F.     | Congregazione di Nostra Signora della Fedeltà         | Suore di Nostra Signora della Carità delle Orfanelle |                                                   |
| N.D.P.S.   | Suore di Nostra Signora del Perpetuo Soccorso         |                                                      |                                                   |
| N.D.S.     | Religiose di Nostra Signora di Sion                   |                                                      |                                                   |
| N.D.S.C.   | Suore di Nostra Signora del Sacro Cuore               |                                                      |                                                   |
| N.S.A.     | Suore Missionarie di Nostra Signora degli Apostoli    |                                                      |                                                   |
| N.S.C.     | Suore di Nostra Signora della Consolazione            |                                                      | Institutum Sororum Domiane Nostrae a Consolatione |
| N.S.R.M.C. | Suore di Nostra Signora del Rifugio in Monte Calvario | Brignoline                                           |                                                   |

## O
| Sigla        | Nome ufficiale                                                           | vulgo                                     | latino                                                                      |
| ------------ | ------------------------------------------------------------------------ | ----------------------------------------- | --------------------------------------------------------------------------- |
| O. de M.     | Ordine di Santa Maria della Mercede                                      | Mercedari                                 | Ordo B. Mariae Virginis de Mercede                                          |
| O. de M.     | Religiose dell'Ordine di Nostra Signora della Mercede                    | Mercedarie                                |                                                                             |
| O.A.         | Oblate dell'Assunzione Religiose Missionarie                             | Oblate Missionarie dell'Assunzione        |                                                                             |
| O.A.D.       | Ordine degli Agostiniani Scalzi                                          | Agostiniani Scalzi                        | Ordo Augustiniensium Discalceatorum                                         |
| O.A.M.       | Ordine Antoniano Maronita                                                | Antoniani                                 | Ordo Antonianorum Maronitarum                                               |
| O.A.O.C.     | Ordine Antoniano di Sant'Ormisda dei Caldei                              | Antoniani                                 | Ordo Antonianus Sanctae Hormisdae Chaldaeorum                               |
| O.A.R.       | Ordine degli Agostiniani Recolletti                                      | Agostiniani Recolletti                    | Ordo Augustinianorum Recollectorum                                          |
| O.B.G.       | Suore Oblate del Santo Bambino Gesù                                      |                                           |                                                                             |
| O.C.         | Ordine Carmelitano                                                       | Carmelitani                               | Ordo Fratrum Beatissimae Mariae Virginis de Monte Carmelo                   |
| O.C.         | Suore Operaie Catechiste di Nostra Signora Addolorata                    |                                           |                                                                             |
| O.C.D.       | Ordine dei Carmelitani Scalzi                                            | Carmelitani Scalzi                        | Ordo Fratrum Discalceatorum B. Mariae V. de Monte Carmelo                   |
| O.C.D.       | Monache Carmelitane Scalze                                               | Carmelitane Scalze                        | Moniales Ordinis Carmelitarum Discalceatarum                                |
| O.C.D.       | Suore Carmelitane del Sacro Cuore di Los Angeles                         |                                           |                                                                             |
| O.C.J.       | Oblate del Cuore di Gesù                                                 |                                           |                                                                             |
| O.C.S.       | Suore Oblate di Cristo Sacerdote                                         |                                           |                                                                             |
| O.C.S.O.     | Ordine dei Cisterciensi della Stretta Osservanza                         | Trappisti                                 | Ordo Cisterciensis Strictioris Observantiae                                 |
| O.C.S.O.     | Monache Cistercensi della Stretta Osservanza                             | Trappiste o Trappistine                   | Ordo Monialium Cisterciensium Strictioris Observantiae                      |
| O.Carm.      | Ordine della Beata Vergine del Monte Carmelo                             | Carmelitani                               | Ordo Fratrum Beatissimae Mariae Virginis de Monte Carmelo                   |
| O.Carm.      | Monache Carmelitane                                                      | Carmelitane                               | Moniales Ordinis Carmelitarum                                               |
| O.Carm.      | Suore Carmelitane per gli Anziani e gli Infermi                          |                                           | Sorores Carmelitae Senum et Infirmorum                                      |
| O.Carm.      | Suore Carmelitane del Corpus Christi                                     |                                           |                                                                             |
| O.Carm.      | Suore di Nostra Signora del Monte Carmelo                                | Carmelitane di Lacombe                    |                                                                             |
| O.Cart.      | Ordine Certosino                                                         | Certosini                                 | Ordo Carthusianus                                                           |
| O.Cist.      | Ordine Cistercense                                                       | Cistercensi                               | Ordo Cisterciensis                                                          |
| O.Cr.        | Crocigeri della Stella Rossa                                             |                                           | Canonici Regulares Sanctissimae Crucis a Stella Rubea                       |
| O.D.M.       | Operaie del Divino Maestro                                               | Avemariane                                |                                                                             |
| O.D.N.       | Oblate di Nazareth                                                       |                                           |                                                                             |
| O.D.N.       | Ordine della Compagnia di Maria Nostra Signora                           |                                           | Ordo Societatis Mariae Dominae Nostrae                                      |
| O.F.B.       | Ordine dei Fratelli di Betlemme                                          | Betlemiti                                 | Ordo Fratrum Bethlemitarum                                                  |
| O.F.M.       | Ordine dei Frati Minori                                                  | Francescani                               | Ordo Fratrum Minorum                                                        |
| O.F.M.Cap.   | Ordine dei Frati Minori Cappuccini                                       | Cappuccini                                | Ordo Fratrum Minorum Capuccinorum                                           |
| O.F.M.Conv.  | Ordine dei Frati Minori Conventuali                                      | Conventuali                               | Ordo Fratrum Minorum Conventualium                                          |
| O.F.M.Ref.   | Frati minori riformati                                                   |                                           | Ordo Fratrum Minorum Reformatorum                                           |
| O.F.M.I.     | Suore Orsoline Figlie di Maria Immacolata                                | Orsoline di Verona                        |                                                                             |
| O.H.         | Ordine Ospedaliero di San Giovanni di Dio                                | Fatebenefratelli                          | Ordo Hospitalarius Sancti Ioannis de Deo                                    |
| O.G.M.       | Suore Oblate di Gesù e Maria                                             |                                           |                                                                             |
| O.I.C.       | Concezioniste Francescane                                                |                                           | Ordo Immaculatae Conceptionis                                               |
| O.I.C.       | Congregazione dell'Imitazione di Cristo                                  | Congregazione di Betania                  | Congregatio de Imitatione Christi                                           |
| O.J.S.       | Oblate di Gesù Sacerdote                                                 |                                           |                                                                             |
| O.L.M.       | Ordine Libanese Maronita                                                 | Antoniani Baladiti                        | Ordo Libanensis Maronitarum                                                 |
| O.L.V.M.     | Suore Missionarie di Nostra Signora della Vittoria                       |                                           |                                                                             |
| O.M.         | Ordine dei Minimi                                                        | Paolotti                                  | Ordo Minimorum                                                              |
| O.M.D.       | Chierici Regolari della Madre di Dio                                     | Leonardini                                | Ordo Clericorum Regularium Matris Dei                                       |
| O.M.D.       | Mercedari Scalzi                                                         | Mercedari Scalzi                          | Ordo PP. Excalceatoru B. M. V. de Mercede                                   |
| O.M.I.       | Missionari Oblati di Maria Immacolata                                    | Oblati                                    | Congregatio Missionariorum Oblatorum B.M.V. Immaculatae                     |
| O.M.I.       | Suore Orsoline di Maria Immacolata                                       | Orsoline di Piacenza                      |                                                                             |
| O.M.J.M.     | Opera Missionaria di Gesù e Maria                                        |                                           |                                                                             |
| O.M.M.       | Ordine Maronita Mariamita                                                | Antoniani Aleppini                        | Ordo Maronita Beatae Mariae Virginis                                        |
| O.M.O.       | Oblate della Mater Orphanorum                                            |                                           |                                                                             |
| O.M.S.C.     | Suore Orsoline Missionarie del Sacro Cuore di Gesù                       | Orsoline di Parma                         |                                                                             |
| O.M.V.       | Oblati di Maria Vergine                                                  |                                           | Congregatio Oblatorum Beatae Mariae Virginia                                |
| O.M.V.F.     | Suore oblate di Maria Vergine di Fátima                                  |                                           |                                                                             |
| O.M.V.I.     | Suore Orsoline di Maria Vergine Immacolata                               | Orsoline di Gandino                       |                                                                             |
| O.N.D.       | Oblate di Nostra Signora                                                 |                                           |                                                                             |
| O.P.         | Domenicane del Santo Rosario delle Filippine                             | Domenicane di Molo                        |                                                                             |
| O.P.         | Domenicane della Santissima Trinità                                      |                                           |                                                                             |
| O.P.         | Domenicane di Santa Caterina da Siena                                    |                                           |                                                                             |
| O.P.         | Domenicane Infermiere della Congregazione del Cuore Immacolato di Maria  |                                           |                                                                             |
| O.P.         | Ordine dei Frati Predicatori                                             | Domenicani                                | Ordo Fratrum Praedicatorum                                                  |
| O.P.         | Monache Domenicane                                                       | Domenicane                                | Moniales Ordinis Predicatorum                                               |
| O.P.         | Religiose Domenicane di Santa Caterina da Siena                          |                                           |                                                                             |
| O.P.         | Suore di Carità Domenicane della Presentazione della Santa Vergine       | Domenicane della Presentazione            | Institutum Sorores Dom. Caritatis a Praesentatione Beatae Mariae Virginis   |
| O.P.         | Suore di San Domenico di Cracovia                                        | Domenicane di Polonia                     | Sorores Ordinis Sancti Dominici in Polonia                                  |
| O.P.         | Suore di San Domenico di Tacoma                                          |                                           |                                                                             |
| O.P.         | Suore Domenicane                                                         | Domenicane di Springfield                 |                                                                             |
| O.P.         | Suore Domenicane dell'Australia Occidentale                              | Domenicane della Sacra Famiglia           |                                                                             |
| O.P.         | Suore Domenicane dell'Australia Orientale                                | Domenicane del Santo Nome                 |                                                                             |
| O.P.         | Suore Domenicane della Congregazione della Regina del Santo Rosario      | Domenicane di Mission Saint Jose          |                                                                             |
| O.P.         | Suore Domenicane della Congregazione di Santa Caterina de' Ricci         |                                           |                                                                             |
| O.P.         | Suore Domenicane della Congregazione di Santa Caterina da Siena          | Domenicane di Kenosha                     |                                                                             |
| O.P.         | Suore Domenicane della Congregazione di Santa Caterina da Siena          | Domenicane di Newcastle                   |                                                                             |
| O.P.         | Suore Domenicane della Congregazione di Santa Caterina da Siena          | Domenicane di Oakford                     |                                                                             |
| O.P.         | Suore Domenicane della Congregazione di Santa Caterina da Siena          | Domenicane di Racine                      |                                                                             |
| O.P.         | Suore Domenicane della Congregazione di Santa Cecilia                    | Domenicane di Nashville                   |                                                                             |
| O.P.         | Suore Domenicane della Congregazione di Santa Maria Maddalena            |                                           |                                                                             |
| O.P.         | Suore Domenicane della Congregazione del Sacro Cuore                     | Domenicane di Houston                     |                                                                             |
| O.P.         | Suore Domenicane della Congregazione del Santo Nome di Gesù              | Domenicane di San Rafael                  |                                                                             |
| O.P.         | Suore Domenicane della Congregazione del Santo Rosario                   | Domenicane di Adrian                      |                                                                             |
| O.P.         | Suore Domenicane della Congregazione del Santo Rosario                   | Domenicane di Sinsinawa                   |                                                                             |
| O.P.         | Suore Domenicane della Congregazione di Nostra Signora del Sacro Cuore   | Domenicane di Grand Rapids                |                                                                             |
| O.P.         | Suore domenicane della Congregazione di Nostra Signora del Santo Rosario | Domenicane cubane                         |                                                                             |
| O.P.         | Suore Domenicane della Congregazione Inglese di Santa Caterina da Siena  | Domenicane di Stone                       |                                                                             |
| O.P.         | Suore Domenicane della Nuova Zelanda                                     |                                           |                                                                             |
| O.P.         | Suore Domenicane della Santa Croce                                       | Domenicane del Sud Australia              |                                                                             |
| O.P.         | Suore Domenicane della Speranza                                          |                                           |                                                                             |
| O.P.         | Suore Domenicane di Adelaide Nord                                        | Domenicane del Corpus Christi             |                                                                             |
| O.P.         | Suore Domenicane di Betania                                              | Imeldine                                  |                                                                             |
| O.P.         | Suore Domenicane di Betania                                              |                                           |                                                                             |
| O.P.         | Suore Domenicane di Boemia                                               | Domenicane della Beata Zdislava           |                                                                             |
| O.P.         | Suore Domenicane di Malta                                                |                                           |                                                                             |
| O.P.         | Suore Domenicane di Nostra Signora del Rosario e Santa Caterina da Siena | Domenicane di Cabra                       |                                                                             |
| O.P.         | Suore Domenicane di Santa Maria dell'Arco                                |                                           |                                                                             |
| O.P.         | Suore Domenicane Missionarie del Sacro Cuore di Gesù                     |                                           |                                                                             |
| O.P.         | Suore Missionarie di San Domenico                                        | Domenicane Missionarie                    |                                                                             |
| O.P.         | Suore Terziarie Domenicane di Betania di Venlo                           |                                           |                                                                             |
| Op.S.D.N.    | Suore Operaie della Santa Casa di Nazareth                               |                                           | Congregatio Sororum Operariarum a S. Domo Nazaretana                        |
| Op.S.F.      | Suore Operaie della Sacra Famiglia                                       |                                           |                                                                             |
| O.Praem.     | Canonici Regolari Premostratensi                                         | Norbertini                                | Candidus et Canonicus Ordo Praemonstratensis                                |
| O.R.C.       | Canonici Regolari della Santa Croce                                      | Fratelli della Croce                      | Ordo Canonicorum Regularium Sanctae Crucis                                  |
| O.R.S.B.     | Oblate di San Benedetto, Ancelle dei Poveri                              |                                           | Congregatio Ancillae Pauperum O.S.B.                                        |
| O.S.A.       | Ordine di Sant'Agostino                                                  | Agostiniani                               | Ordo Fratrum S. Augustini                                                   |
| O.S.A.       | Monache Agostiniane                                                      | Agostiniane                               | Moniales Ordinis Sancti Augustini                                           |
| O.S.A.       | Suore Agostiniane di Nostra Signora della Consolazione                   | Agostiniane delle Filippine               |                                                                             |
| O.S.A.       | Suore di Sant'Agostino in Polonia                                        |                                           |                                                                             |
| O.S.A.P.     | Suore Oblate di Sant'Antonio di Padova                                   | Antoniane                                 |                                                                             |
| O.S.B.       | Adoratrici del Sacro Cuore di Gesù di Montmartre                         | Benedettine del Sacro Cuore di Montmartre | Congregatio Adoratricum Sanctissimi Cordis Iesu de Monte Martyrum           |
| O.S.B.       | Benedettine del Re Eucaristico                                           |                                           | Congregatio Eucharistici Regis O.S.B.                                       |
| O.S.B.       | Ordine di San Benedetto                                                  | Benedettini                               | Ordo Sancti Benedicti                                                       |
| O.S.B.       | Suore Benedettine dell'Adorazione Perpetua                               | Benedettine di Clyde                      | Congregatio a Clyde ab Adoratione Perpetua O.S.B.                           |
| O.S.B.       | Suore Benedettine di Carità                                              |                                           | Congregatio Sororum a Caritate O.S.B.                                       |
| O.S.B.       | Suore Benedettine di Santa Geltrude                                      |                                           | Congregatio Sanctae Gertrudis                                               |
| O.S.B.       | Benedettine Missionarie                                                  | Benedettine di Tutzing                    | Congregatio Sororum Benedictinarum Missionarum de Tutzing                   |
| O.S.B. Cam.  | Congregazione Camaldolese                                                | Camaldolesi                               | Congregatio Camaldulensis Ordinis S. Benedicti                              |
| O.S.B.I.     | Ordine Basiliano Italiano di Grottaferrata                               | Basiliani                                 | Ordo Basilianus Italiae, seu Cryptoferratensis                              |
| O.S.B.M.     | Ordine Basiliano di San Giosafat                                         | Basiliani                                 | Ordo Basilianus S. Iosaphat                                                 |
| O.S.B.M.     | Suore dell'Ordine di San Basilio Magno                                   | Basiliane                                 |                                                                             |
| O.S.B. Oliv. | Congregazione Olivetana                                                  | Olivetani                                 | Congregatio Sanctae Mariae Montis Oliveti                                   |
| O.S.B. Oliv. | Suore Benedettine Olivetane                                              | Olivetane di Heiligkreuz dei Cham         |                                                                             |
| O.S.B. Oliv. | Suore Benedettine Olivetane                                              | Olivetane di Pusan                        |                                                                             |
| O.S.B. Silv. | Congregazione Silvestrina                                                | Silvestrini                               | Congregatio Silvestrina                                                     |
| O.S.B. Vall. | Congregazione Vallombrosana                                              | Vallombrosani                             | Congregatio Vallis Umbrosae Ordinis S. Benedicti                            |
| O.S.C.       | Monache clarisse                                                         | Clarisse                                  | Ordo Sanctae Clarae                                                         |
| O.S.C.       | Ordine della Santa Croce                                                 | Crocigeri                                 | Canonici Regulares Ordinis S. Crucis                                        |
| O.S.C.       | Suore Orsoline del Sacro Cuore di Gesù                                   | Orsoline di Asola                         |                                                                             |
| O.S.C.       | Suore Orsoline di San Carlo                                              | Orsoline                                  |                                                                             |
| O.S.C.       | Suore Oblate del Sacro Cuore di Gesù                                     |                                           |                                                                             |
| O.S.C.       | Suore di Santa Chiara                                                    |                                           |                                                                             |
| O.S.C.       | Suore di Santa Chiara, dell'Australia                                    |                                           |                                                                             |
| O.S.C.Cap.   | Clarisse Cappuccine                                                      | Cappuccine                                | Ordo Sanctae Clarae Capuccinarum                                            |
| O.S.C.Col.   | Clarisse Colettine                                                       | Colettine                                 | Ordo Sanctae Clarae reformationis ab Coleta                                 |
| O.S.C.M.     | Suore Orsoline del Sacro Cuore di Maria                                  | Orsoline di Breganze                      |                                                                             |
| O.S.C.Urb.   | Clarisse Urbaniste                                                       | Urbaniste                                 | Ordo Sanctae Clarae regulae Urbani IV                                       |
| O.S.E.       | Suore di Sant'Elisabetta del Terz'ordine di San Francesco                |                                           |                                                                             |
| O.S.E.       | Suore di Sant'Elisabetta di Graz                                         |                                           |                                                                             |
| O.S.E.       | Suore Francescane di Sant'Elisabetta                                     |                                           |                                                                             |
| O.S.F.       | Fratelli del Terz'Ordine Regolare di San Francesco d'Assisi di Brooklyn  |                                           | Congregatio Fratrum Tertiariorium Franciscalium                             |
| O.S.F.       | Povere Suore Francescane dell'Adorazione Perpetua                        | Francescane di Olpe                       | Institutum Pauperum Sororum Sancti Francisci ab Adoratione Perpetua de Olpe |
| O.S.F.       | Suore di San Francesco                                                   | Francescane di Clinton                    |                                                                             |
| O.S.F.       | Suore Francescane del Sacro Cuore                                        |                                           |                                                                             |
| O.S.F.       | Suore Francescane dell'Immacolata Concezione                             | Francescane di Glasgow                    |                                                                             |
| O.S.F.       | Suore Francescane dell'Immacolata Concezione della Beata Vergine Maria   | Francescane di Bonlanden                  |                                                                             |
| O.S.F.       | Suore Francescane della Congregazione di Nostra Signora di Lourdes       | Francescane di Rochester                  |                                                                             |
| O.S.F.       | Suore Francescane della Penitenza e della Carità                         | Francescane di Tiffin                     | Congregatio Sororum III ordinis S. Francisci de Poenitentia et Charitate    |
| O.S.F.       | Suore Francescane della Penitenza e della Carità                         | Francescane di Milwaukee                  | Congregatio Sororum III ordinis S. Francisci de Poenitentia et Charitate    |
| O.S.F.       | Suore Francescane della Penitenza e della Carità Cristiana               | Francescane di Heythuizen                 |                                                                             |
| O.S.F.       | Suore Francescane della Provvidenza                                      | Suore Lituane                             |                                                                             |
| O.S.F.       | Suore Francescane di Allegany                                            |                                           | Congregatio de Allegany Sororum Tertii Ordinis Sancti Francisci             |
| O.S.F.       | Suore Francescane di Chicago                                             | Francescane di Santa Cunegonda            | Congregatio Sororum III Ordinis S. Francisci in civitate Chicago            |
| O.S.F.       | Suore Francescane di Maria Immacolata                                    | Francescane di Joliet                     |                                                                             |
| O.S.F.       | Suore Francescane di Mill Hill                                           |                                           |                                                                             |
| O.S.F.       | Suore Francescane di Nostra Signora del Perpetuo Soccorso                |                                           |                                                                             |
| O.S.F.       | Suore Francescane di Nostra Signora di Lourdes                           | Francescane di Sylvania                   |                                                                             |
| O.S.F.       | Suore Francescane di Oldenburg                                           |                                           |                                                                             |
| O.S.F.       | Suore Francescane di Peoria                                              |                                           | Congregatio Sororum III Ordinis S. Francisci in civitate Peoria             |
| O.S.F.       | Suore Francescane Insegnanti                                             | Francescane di Praga                      |                                                                             |
| O.S.F.       | Suore Francescane Missionarie di Maria Ausiliatrice                      |                                           |                                                                             |
| O.S.F.       | Suore Francescane della Carità Cristiana                                 | Francescane di Manitowoc                  |                                                                             |
| O.S.F.       | Suore Francescane della Sacra Famiglia di Gesù, Maria e Giuseppe         | Francescane di Dubuque                    |                                                                             |
| O.S.F.       | Suore Francescane di Glen Riddle                                         |                                           | Congregatio de Philadelphia Sororum Tertii Ordinis Sancti Francisci         |
| O.S.F.       | Suore Francescane di Little Falls                                        |                                           |                                                                             |
| O.S.F.       | Suore Orsoline della Sacra Famiglia                                      |                                           |                                                                             |
| O.S.F.       | Suore di San Bernardino da Siena                                         | Bernardine                                |                                                                             |
| O.S.F.       | Suore Scolastiche di San Francesco                                       |                                           | Sorores Scholarum Tertii Ordinis Sancti Francisci                           |
| O.S.F.Gr.    | Suore Grigie del Terz'Ordine di San Francesco                            |                                           |                                                                             |
| O.S.F.S.     | Oblati di San Francesco di Sales                                         |                                           | Institutum Oblatorum S. Francisci Salesii                                   |
| O.S.F.S.     | Suore Oblate di San Francesco di Sales                                   |                                           |                                                                             |
| O.S.H.       | Ordine di San Gerolamo                                                   | Gerolamini                                | Ordo Sancti Hieronymi                                                       |
| O.S.I.       | Oblati di San Giuseppe                                                   | Giuseppini d'Asti                         | Congregatio Oblatorum S. Ioseph, Astae Pompejae                             |
| O.S.L.       | Suore Oblate di San Luigi Gonzaga                                        | Luigine                                   |                                                                             |
| O.S.M.       | Congregazione delle Oblate di Santa Marta                                |                                           |                                                                             |
| O.S.M.       | Servi di Maria                                                           | Serviti                                   | Ordo Servorum Mariae                                                        |
| O.S.M.       | Religiose Serve di Maria                                                 | Servite                                   |                                                                             |
| O.S.M.       | Suore dell'Addolorata Serve di Maria di Pisa                             |                                           |                                                                             |
| O.S.M.       | Suore Serve di Maria Addolorata                                          |                                           |                                                                             |
| O.S.P.       | Suore dell'Opera di San Paolo                                            |                                           |                                                                             |
| O.S.P.       | Suore Oblate della Provvidenza                                           |                                           |                                                                             |
| O.S.P.P.E.   | Monaci di San Paolo primo eremita                                        | Paolini                                   | Ordo Sancti Pauli Primi Eremitae                                            |
| O.S.R.       | Suore Oblate del Santissimo Redentore                                    |                                           |                                                                             |
| O.S.S.       | Opus Spiritus Sancti                                                     |                                           | Opus Spiritus Sancti                                                        |
| O.S.S.       | Suore Oblate dello Spirito Santo                                         | Istituto di Santa Zita                    |                                                                             |
| O.SS.A.      | Ordine della Santissima Annunziata                                       | Annunziate Turchine                       |                                                                             |
| O.SS.C.      | Suore orsoline del Santissimo Crocifisso                                 |                                           |                                                                             |
| O.SS.C.A.    | Oblati dei Santi Ambrogio e Carlo                                        | Ambrosiani                                | Congregatio Oblatorum Sanctorum Ambrosii et Caroli                          |
| O.SS.G.C.N.  | Oblati dei Santi Gaudenzio e Carlo                                       | Preti di San Gaudenzio                    | Congregatio Oblatorum Sanctorum Gaudentii et Caroli Novariae                |
| O.SS.R.      | Ordine del Santissimo Redentore                                          | Redentoriste                              | Ordo Sanctissimi Redemptoris                                                |
| O.SS.S.      | Ordine del Santissimo Salvatore di Santa Brigida                         | Brigidine                                 | Ordo Sanctissimi Salvatoris Sanctae Brigittae                               |
| O.SS.T.      | Ordine della Santissima Trinità                                          | Trinitari                                 | Ordo Ss.mae Trinitatis et Captivorum                                        |
| O.S.T.       | Suore Oblate di Santa Teresa del Bambin Gesù                             |                                           |                                                                             |
| O.S.U.       | Orsoline dell'Unione Canadese                                            | Orsoline di Québec                        |                                                                             |
| O.S.U.       | Orsoline dell'Unione Romana                                              | Orsoline                                  | Unio Romana Ordinis Sanctae Ursulae                                         |
| O.S.U.       | Orsoline del Santissimo Salvatore                                        |                                           |                                                                             |
| O.S.U.       | Religiose Orsoline dell'Unione di Chatham                                |                                           |                                                                             |
| O.S.U.       | Suore Orsoline del Sacro Cuore                                           | Orsoline di Toledo                        |                                                                             |
| O.S.U.       | Suore Orsoline dell'Immacolata Concezione                                | Orsoline di Louisville                    |                                                                             |
| O.S.U.       | Suore Orsoline di Brown County                                           |                                           |                                                                             |
| O.S.U.       | Suore Orsoline di Bruno                                                  |                                           |                                                                             |
| O.S.U.       | Suore Orsoline di Calvarienberg                                          |                                           |                                                                             |
| O.S.U.       | Suore Orsoline di Cincinnati                                             |                                           |                                                                             |
| O.S.U.       | Suore Orsoline di Cleveland                                              |                                           |                                                                             |
| O.S.U.       | Suore Orsoline di Mount Saint Joseph                                     |                                           |                                                                             |
| O.S.U.       | Suore Orsoline di Tildonk                                                | Orsoline di Tildonk                       |                                                                             |
| O.S.U.       | Suore Orsoline di Youngstown                                             |                                           |                                                                             |
| O.S.V.v.P.   | Suore di Carità di San Vincenzo de' Paoli                                | Vincenziane di Paderborn                  |                                                                             |
| O.T.         | Ordine Teutonico                                                         | Teutonici                                 | Ordo Fratrum Domus Hospitalis Sanctae Mariae Teutonicorum in Jerusalem      |
| O.T.         | Suore di Carità dell'Ordine Teutonico                                    | Teutoniche                                |                                                                             |
| O.V.M.       | Ordine della Vergine Maria                                               | Annunziate di Giovanna di Valois          | Ordo Virginis Mariae Annuntiatae                                            |

## P
| Sigla            | Nome ufficiale                                                        | vulgo                           | latino                                                  |
| ---------------- | --------------------------------------------------------------------- | ------------------------------- | ------------------------------------------------------- |
| P. di Schönstatt | Istituto dei Padri di Schönstatt                                      |                                 | Schönstatt Patres                                       |
| P.A.C.R.         | Piccole Ancelle di Cristo Re                                          |                                 |                                                         |
| P.A.M.I.         | Suore Piccole Ancelle della Beata Vergine Maria Immacolata            |                                 |                                                         |
| P.A.S.C.         | Piccole Ancelle del Sacro Cuore                                       |                                 |                                                         |
| P.B.V.M.         | Suore della Presentazione della Beata Vergine Maria, di Aberdeen      |                                 |                                                         |
| P.B.V.M.         | Suore della Presentazione della Beata Vergine Maria, di Annadale      |                                 |                                                         |
| P.B.V.M.         | Suore della Presentazione della Beata Vergine Maria, di Clayfield     |                                 |                                                         |
| P.B.V.M.         | Suore della Presentazione della Beata Vergine Maria, di Dubuque       |                                 |                                                         |
| P.B.V.M.         | Suore della Presentazione della Beata Vergine Maria, di Elsternwick   |                                 |                                                         |
| P.B.V.M.         | Suore della Presentazione della Beata Vergine Maria, di Hobart        |                                 |                                                         |
| P.B.V.M.         | Suore della Presentazione della Beata Vergine Maria, di Lismore       |                                 |                                                         |
| P.B.V.M.         | Suore della Presentazione della Beata Vergine Maria, di Mosman Park   |                                 |                                                         |
| P.B.V.M.         | Suore della Presentazione della Beata Vergine Maria, di Newburgh      |                                 |                                                         |
| P.B.V.M.         | Suore della Presentazione della Beata Vergine Maria, di San Francisco |                                 |                                                         |
| P.B.V.M.         | Suore della Presentazione della Beata Vergine Maria, di Wagga Wagga   |                                 |                                                         |
| P.B.V.M.         | Suore della Presentazione della Beata Vergine Maria, di Watervliet    |                                 |                                                         |
| P.B.V.M.         | Unione delle Suore della Presentazione della Beata Vergine Maria      |                                 |                                                         |
| P.D.D.M.         | Pie Discepole del Divin Maestro                                       |                                 | Piae Discipulae Divini Magistri                         |
| P.F.J.           | Piccoli Fratelli di Gesù                                              | Fratelli di Charles de Foucauld | Institutum Parvolorum Fratrum Iesu                      |
| P.F.M.           | Piccole Francescane di Maria                                          |                                 |                                                         |
| P.F.M.           | Piccoli Fratelli di Maria                                             | Maristi                         | Parvulorum Fratrum Mariae                               |
| P.F.S.C.         | Piccole Figlie del Sacro Cuore di Gesù                                |                                 |                                                         |
| P.F.S.G.         | Piccole Figlie di San Giuseppe                                        |                                 |                                                         |
| P.F.S.G.         | Povere Figlie di San Gaetano                                          |                                 |                                                         |
| P.F.S.J.         | Piccole Figlie di San Giuseppe                                        |                                 |                                                         |
| P.F.S.S.         | Povere Figlie delle Sacre Stimmate di San Francesco d'Assisi          | Stimmatine                      |                                                         |
| P.I.J.           | Suore del Povero Bambino Gesù                                         |                                 |                                                         |
| P.I.M.E.         | Pontificio Istituto Missioni Estere                                   |                                 | Pontificium Institutum pro Missionibus Exteris          |
| P.M.             | Suore della Presentazione di Maria                                    |                                 |                                                         |
| P.M.E.           | Piccole Missionarie Eucaristiche                                      |                                 |                                                         |
| P.M.E.           | Società per le Missioni Estere della Provincia di Québec              |                                 | Societas pro missionibus exteris Provinciae Quebecensis |
| P.M.S.C.         | Piccole Missionarie del Sacro Cuore di Gesù                           |                                 |                                                         |
| P.O.             | Suore Pie Operaie dell'Immacolata Concezione                          | Concezioniste                   |                                                         |
| P.O.C.R.         | Pii Operai Catechisti Rurali                                          | Ardorini                        | Congregatio Piorum Operariorum Catechistarum Ruralium   |
| P.O.S.C.         | Piccole Operaie dei Sacri Cuori                                       |                                 |                                                         |
| P.O.S.G.         | Pie Operaie di San Giuseppe                                           |                                 |                                                         |
| PP.FF.           | Piccole Figlie dei Sacri Cuori di Gesù e Maria                        | Chieppine                       |                                                         |
| P.S.A.           | Ancelle del Signore di Ajmer                                          |                                 |                                                         |
| P.S.A.           | Piccole Suore dell'Assunzione                                         |                                 |                                                         |
| P.S.A.           | Suore della Provvidenza di Sant'Andrea                                |                                 |                                                         |
| P.S.C.           | Suore della Provvidenza Sociale Cristiana                             |                                 |                                                         |
| P.S.D.           | Piccole Suore Domenicane                                              |                                 |                                                         |
| P.S.D.P.         | Poveri Servi della Divina Provvidenza                                 | Opera Don Calabria              | Congregatio Pauperum Servorum Divinae Providentiae      |
| P.S.D.P.         | Povere Serve della Divina Provvidenza                                 |                                 |                                                         |
| P.S.D.P.         | Piccole Sorelle dei Poveri                                            |                                 | Congregatio Parvularum Sororum Pauperum                 |
| P.S.D.P.         | Piccole Suore della Divina Provvidenza                                | Suore dell'Istituto Michel      |                                                         |
| P.S.J.           | Società dei Sacerdoti di San Giacomo                                  |                                 | Societas Presbyterorum Sancti Iacobi                    |
| P.S.M.           | Sacerdoti di Santa Maria di Tinchebray                                |                                 | Congregatio Presbyterorum a Sancta Maria de Tinchebray  |
| P.S.M.C.         | Piccole Suore Missionarie della Carità                                | Orionine                        |                                                         |
| P.S.O.           | Piccole Suore dell'Operaio                                            |                                 |                                                         |
| P.S.O.L.         | Povere Suore di Nostra Signora                                        | Suore di Stephen Hall           |                                                         |
| P.S.S.           | Compagnia dei Sacerdoti di San Sulpizio                               | Sulpiziani                      | Societas Presbyterorum a S. Sulpitio                    |
| P.S.S.C.         | Piccole Serve del Sacro Cuore di Gesù per gli Ammalati Poveri         |                                 |                                                         |
| P.S.S.F.         | Piccole Suore della Sacra Famiglia                                    |                                 | Congregatio Parvarum Sorarum a S. Familia de Sherbrooke |
| P.S.S.F.         | Piccole Suore della Sacra Famiglia                                    |                                 | Institutum Parvarum Sororum a Sacra Familia             |
| P.S.S.F.         | Piccole Suore di San Francesco d'Assisi                               |                                 |                                                         |
| P.S.S.G.         | Pia Società di San Gaetano                                            |                                 | Societas Sancti Caietani                                |
| P.S.S.T.         | Piccole Suore di Santa Teresa del Bambin Gesù                         |                                 |                                                         |
| P.V.M.           | Congregazione della Presentazione della Vergine Maria                 |                                 |                                                         |
| P.V.M.I.         | Visitatrici Parrocchiali di Maria Immacolata                          |                                 |                                                         |

## R
| Sigla      | Nome ufficiale                                                           | vulgo                                   | latino                                                  |
| ---------- | ------------------------------------------------------------------------ | --------------------------------------- | ------------------------------------------------------- |
| R.A.       | Religiose dell'Apostolato del Sacro Cuore di Gesù                        | Apostoline                              |                                                         |
| R.A.       | Religiose dell'Assunzione                                                |                                         | Sorores ab Assumptione in Coelum Beatae Mariae Virginis |
| R.A.       | Suore Adoratrici del Santissimo Sacramento del Cuore Immacolato di Maria |                                         |                                                         |
| R.A.       | Suore del Sacro Cuore di Gesù e dei Santi Angeli                         | Angeliche del Sacro Cuore               |                                                         |
| R.A.C.     | Suore dei Santi Angeli Custodi                                           |                                         | Institutum Sororum Angelorum Custodum                   |
| R.A.D.     | Suore dell'Amor di Dio                                                   |                                         |                                                         |
| R.B.C.     | Suore Basiliane Soarite                                                  |                                         |                                                         |
| R.B.P.     | Suore di Nostra Signora della Carità del Buon Pastore                    |                                         |                                                         |
| R.C.       | Suore di Nostra Signora del Ritiro al Cenacolo                           |                                         | Sorores Dominae Nostrae a Recessu Caenaculi             |
| R.C.I.     | Religiose del Cuore di Gesù                                              |                                         |                                                         |
| R.C.I.     | Rogazionisti del Cuore di Gesù                                           | Rogazionisti                            | Congregatio Rogationistarum a Corde Iesu                |
| R.C.M.     | Religiose Concezioniste Missionarie dell'Insegnamento                    |                                         |                                                         |
| R.C.S.     | Religiose della Comunicazione Sociale                                    |                                         |                                                         |
| R.C.S.C.J. | Suore della Croce del Sacro Cuore di Gesù                                |                                         |                                                         |
| R.E.       | Religiose dell'Eucaristia                                                |                                         |                                                         |
| R.E.C.     | Suore dell'Educazione Cristiana                                          |                                         |                                                         |
| R.E.J.     | Suore del Bambin Gesù                                                    | Suore di Chauffailles                   |                                                         |
| R.F.       | Religiose Filippesi Missionarie dell'Insegnamento                        |                                         |                                                         |
| R.F.M.     | Religiose Francescane Missionarie dell'Immacolata                        |                                         |                                                         |
| R.F.R.     | Francescane di Nostra Signora del Rifugio                                |                                         |                                                         |
| R.F.S.A.   | Religiose Francescane di Sant'Antonio                                    |                                         |                                                         |
| R.H.S.J.   | Religiose Ospedaliere di San Giuseppe                                    |                                         |                                                         |
| R.J.M.     | Religiose di Gesù-Maria                                                  |                                         |                                                         |
| R.L.M.     | Religiose Libanesi Maronite                                              |                                         |                                                         |
| R.M.       | Istituto di Santa Marianna di Gesù                                       | Marianite                               | Institutum Sororum a Santa Maria Anna de Iesus          |
| R.M.       | Suore Francescane della Famiglia di Maria                                |                                         | Congregatio Sororum Franciscalium Familiae Mariae       |
| R.M.I.     | Religiose di Maria Immacolata                                            | Claretiane                              |                                                         |
| R.M.I.     | Religiose di Maria Immacolata                                            |                                         |                                                         |
| R.M.M.     | Religiose di Nostra Signora della Mercede                                | Mercedarie Missionarie di San Gervasio  |                                                         |
| R.N.       | Religiose di Nazareth                                                    | Dame di Nazareth                        |                                                         |
| R.N.D.M.   | Figlie di Nostra Signora delle Missioni                                  |                                         |                                                         |
| R.O.D.A.   | Suore Oblate del Divino Amore                                            |                                         |                                                         |
| R.P.       | Religiose della Purezza di Maria Santissima                              |                                         |                                                         |
| R.P.B.     | Suore Adoratrici del Preziosissimo Sangue                                |                                         |                                                         |
| R.R.       | Suore di Nostra Signora del Rosario                                      |                                         |                                                         |
| R.R.S.C.   | Religiose Riparatrici del Sacro Cuore                                    |                                         |                                                         |
| R.R.T.T.   | Suore Teatine dell'Immacolata Concezione di Maria Vergine                | Teatine                                 |                                                         |
| R.S.A.     | Religiose di Sant'Andrea                                                 |                                         |                                                         |
| R.S.C.     | Religiose Riparatrici del Sacro Cuore di Gesù                            |                                         |                                                         |
| R.S.C.     | Suore della Carità dell'Australia                                        |                                         |                                                         |
| R.S.C.     | Suore di Carità d'Irlanda                                                |                                         |                                                         |
| R.S.C.     | Suore Riparatrici del Sacro Cuore                                        | Riparatrici                             |                                                         |
| R.S.C.J.   | Società del Sacro Cuore di Gesù                                          | Dame del Sacro Cuore                    | Societas Sacratissimi Cordis Jesu                       |
| R.S.C.M.   | Religiose del Sacro Cuore di Maria Vergine Immacolata                    | Marymount                               |                                                         |
| R.S.F.H.   | Religiose della Sacra Famiglia                                           | Suore di Helmet                         |                                                         |
| R.S.J.     | Suore del Santo Rosario di Gerusalemme dei Latini                        |                                         |                                                         |
| R.S.J.     | Suore di San Giuseppe di Buenos Aires                                    |                                         |                                                         |
| R.S.J.     | Suore di San Giuseppe di Lochinvar                                       |                                         |                                                         |
| R.S.J.     | Suore di San Giuseppe del Sacro Cuore di Gesù                            |                                         |                                                         |
| R.S.J.G.   | Suore di San Giuseppe di Gerona                                          | Veglianti degli infermi                 |                                                         |
| R.S.M.     | Suore della Misericordia                                                 |                                         |                                                         |
| R.S.M.     | Suore della Misericordia dell'Unione di Gran Bretagna                    |                                         |                                                         |
| R.S.M.     | Suore della Misericordia delle Americhe                                  |                                         |                                                         |
| R.S.M.     | Suore della Misericordia di Alma                                         |                                         |                                                         |
| R.S.M.     | Suore della Misericordia di Gravesend                                    |                                         |                                                         |
| R.S.M.     | Suore della Misericordia di Saint John's                                 |                                         |                                                         |
| R.S.M.     | Suore della Misericordia di Tacloban                                     |                                         |                                                         |
| R.S.M.     | Suore della Misericordia di Wellington                                   |                                         |                                                         |
| R.S.R.     | Suore di Nostra Signora del Santo Rosario                                |                                         |                                                         |
| R.S.S.     | Religiose del Santissimo Sacramento                                      | Religiose di Valence                    |                                                         |
| R.S.V.     | Religiosi di San Vincenzo de' Paoli                                      | Vincenziani                             | Congregatio Religiosorum S. Vincentii a Paulo           |
| R.S.V.     | Riparatrici del Santo Volto di Nostro Signore Gesù Cristo                | Benedettine Riparatrici del Santo Volto |                                                         |
| R.V.E.     | Congregazione del Verbo Incarnato e del Santissimo Sacramento            |                                         |                                                         |
| R.V.M.     | Religiose della Beata Vergine Maria                                      |                                         |                                                         |

## S
| Sigla           | Nome ufficiale                                                             | vulgo                                                       | latino                                                                                          |
| --------------- | -------------------------------------------------------------------------- | ----------------------------------------------------------- | ----------------------------------------------------------------------------------------------- |
| S.A.            | Ausiliatrici delle Anime del Purgatorio                                    |                                                             | Congregatio Sororum Auxiliatricum Animarum Purgatorii                                           |
| S.A.            | Frati Francescani dell'Atonement                                           |                                                             | Congregatio Fratrum Adunationis Tertii Regularis Ordinis Sancti Francisci                       |
| S.A.            | Suore Francescane dell'Espiazione                                          | Francescane dell'Atonement                                  |                                                                                                 |
| S.A.B.          | Suore di Sant'Anna                                                         |                                                             |                                                                                                 |
| S.A.B.S.        | Suore dell'Adorazione del Santissimo Sacramento                            |                                                             |                                                                                                 |
| S.A.C.          | Società dell'Apostolato Cattolico                                          | Pallottini                                                  | Societas Apostolatus Catholici                                                                  |
| S.A.C.          | Suore Missionarie dell'Apostolato Cattolico                                | Pallottine                                                  | Congregatio Sororum Missionariarum Apostolatus Catholici                                        |
| S.A.C.          | Suore del Santo Angelo Custode                                             |                                                             |                                                                                                 |
| S.A.I.          | Ancelle dell'Immacolata                                                    |                                                             |                                                                                                 |
| S.A.I.C.        | Suore Armene dell'Immacolata Concezione                                    |                                                             |                                                                                                 |
| S.A.M.I.        | Ancelle della Beata Vergine Maria Immacolata                               |                                                             |                                                                                                 |
| S.A.P.U.        | Suore Albertine Serve dei Poveri                                           | Albertine                                                   | Congregatio Sororum Albertinorum Pauperibus Inservientium                                       |
| S.A.S.          | Società di Sant'Anna                                                       |                                                             |                                                                                                 |
| S.A.S.C.        | Suore Apostole del Sacro Cuore                                             |                                                             |                                                                                                 |
| S.A.S.V.        | Suore dell'Assunzione della Santa Vergine                                  |                                                             |                                                                                                 |
| S.A.T.          | Suore di Sant'Anna di Tiruchirappalli                                      |                                                             |                                                                                                 |
| S.B.P.          | Suore Benedettine della Provvidenza                                        |                                                             |                                                                                                 |
| S.B.P.S.        | Suore di Carità di Nostra Signora del Buono e Perpetuo Soccorso            |                                                             |                                                                                                 |
| S.B.S.          | Suore del Santissimo Sacramento per gli Indiani e i Negri                  |                                                             | Institutum Sororum a Sanctissimo Sacramento pro Indianis Gentibusque Coloratis                  |
| S.C.            | Fratelli del Sacro Cuore                                                   |                                                             | Fratres a Sacratissimo Corde Jesu                                                               |
| S.C.            | Servi della Carità                                                         | Opera Don Guanella                                          | Congregatio Servorum a Charitate                                                                |
| S.C.            | Suore della Carità di Cincinnati                                           |                                                             | Sorores Caritatis Cincinnatenses                                                                |
| S.C.            | Suore della Carità di New York                                             |                                                             |                                                                                                 |
| S.C.            | Suore della Carità di Seton Hill                                           |                                                             |                                                                                                 |
| S.C.            | Suore di Carità di San Vincenzo de' Paoli                                  |                                                             |                                                                                                 |
| S.C.            | Suore di Carità di Sant'Elisabetta                                         |                                                             |                                                                                                 |
| S.C.A.          | Suore di Carità dell'Assunzione                                            |                                                             |                                                                                                 |
| S.C.B.          | Suore della Misericordia di San Carlo Borromeo                             | Borromeiane di Mikołów                                      |                                                                                                 |
| S.C.B.          | Suore di Misericordia di San Carlo Borromeo                                | Borromeiane di Praga                                        |                                                                                                 |
| S.C.B.          | Suore di Misericordia di San Carlo Borromeo                                | Suore di Wez                                                |                                                                                                 |
| S.C.B.          | Suore di Carità di San Carlo Borromeo                                      | Borromeiane di Treviri                                      |                                                                                                 |
| S.C.B.          | Suore di Carità di San Carlo Borromeo                                      | Borromeiane di Vienna                                       |                                                                                                 |
| S.C.C.          | Suore della Carità Cristiana                                               | Figlie della Beata Vergine Maria dell'Immacolata Concezione | Congregatio Sororum Christianae Caritatis Filiarum Immaculatae Conceptionis                     |
| S.C.C.          | Suore Cistercensi della Carità                                             |                                                             |                                                                                                 |
| S.C.C.          | Suore della Croce                                                          | Suore di Chavenod                                           |                                                                                                 |
| S.C.C.G.        | Suore di Carità delle Sante Bartolomea Capitanio e Vincenza Gerosa         | Suore di Maria Bambina                                      |                                                                                                 |
| S.C.d.S.C.      | Suore Cappuccine del Sacro Cuore                                           |                                                             |                                                                                                 |
| Sch.P.          | Chierici Regolari Poveri della Madre di Dio delle Scuole Pie               | Scolopi                                                     | Ordo Clericorum Regularium Pauperum Matris Dei Scholarum Piarum                                 |
| Sch.P.          | Religiose delle Scuole Pie                                                 | Figlie di Maria                                             |                                                                                                 |
| S.Chr.          | Società di Cristo per gli Emigrati della Polonia                           |                                                             | Societas Christi pro Emigrantibus Polonis                                                       |
| S.C.E.          | Suore della Carità di Nostra Signora                                       | Suore di Evron                                              |                                                                                                 |
| S.C.I.          | Sacerdoti del Sacro Cuore di Gesù                                          | Dehoniani                                                   | Congregatio Sacerdotum a Sacro Corde Iesu                                                       |
| S.C.I.          | Suore del Sacro Cuore di Gesù                                              |                                                             |                                                                                                 |
| S.C.I. di Béth. | Preti del Sacro Cuore di Gesù di Bétharram                                 | Betharramiti                                                | Societas Presbyterorum Sanctissimi Cordis Iesu de Bétharram                                     |
| S.C.I.C.        | Suore di Carità dell'Immacolata Concezione                                 | Suore di Ivrea                                              |                                                                                                 |
| S.C.I.C.        | Suore di Carità dell'Immacolata Concezione                                 |                                                             |                                                                                                 |
| S.C.I.L.        | Suore Cappuccine dell'Immacolata di Lourdes                                |                                                             |                                                                                                 |
| S.C.I.M.        | Suore Ancelle del Cuore Immacolato di Maria                                | Suore del Buon Pastore                                      |                                                                                                 |
| S.C.J.          | Congregazione del Sacro Cuore di Gesù                                      | Padri di Timon David                                        | Congregatio Sacerdotum a Sacro Corde Iesu                                                       |
| S.C.J.          | Ancelle del Cuore di Gesù                                                  |                                                             |                                                                                                 |
| S.C.J.M.        | Suore di Carità di Gesù e Maria                                            |                                                             |                                                                                                 |
| S.C.L.          | Suore della Carità di Leavenworth                                          |                                                             |                                                                                                 |
| S.C.M.          | Religiose Agostiniane del Sacro Cuore di Maria                             |                                                             | Congregatio Augustiniarum S. Cordis Mariae                                                      |
| S.C.M.          | Suore dei Santi Cirillo e Metodio                                          |                                                             |                                                                                                 |
| S.C.M.          | Suore della Compagnia di Maria                                             |                                                             |                                                                                                 |
| S.C.M.C.        | Suore della Carità di Nostra Signora, Madre della Chiesa                   |                                                             |                                                                                                 |
| S.C.M.M.        | Suore di Carità di Nostra Signora, Madre della Misericordia                | Suore di Tilburg                                            | Sorores Caritatis Matris Misericordeae                                                          |
| S.C.M.R.        | Suore Cappuccine di Madre Rubatto                                          | Cappuccine di Loano                                         |                                                                                                 |
| S.C.M.S.T.B.G.  | Suore Carmelitane Missionarie di Santa Teresa del Bambin Gesù              |                                                             |                                                                                                 |
| S.C.N.          | Suore della Carità di Nazareth                                             |                                                             |                                                                                                 |
| S.C.O.          | Suore della Carità di Ottawa                                               | Suore Grigie della Croce                                    |                                                                                                 |
| S.C.Q.          | Suore della Carità di Québec                                               |                                                             |                                                                                                 |
| S.C.S.          | Ancelle di Cristo Sacerdote                                                |                                                             |                                                                                                 |
| S.C.S.          | Società di Cristo Signore                                                  |                                                             |                                                                                                 |
| S.C.S.C.        | Suore Catechiste del Sacro Cuore                                           |                                                             | Congregatio Sororum Doctrinae Christianae Institutricum a Ss. Corde Iesu                        |
| S.C.S.C.        | Suore di Carità della Santa Croce                                          | Suore di Ingenbohl                                          | Congregatio Sororum Caritatis Sanctae Crucis                                                    |
| S.C.S.H.        | Suore della Carità di Saint-Hyacinthe                                      | Suore Grigie                                                |                                                                                                 |
| S.C.S.L.        | Suore della Carità di San Luigi                                            |                                                             | Congregatio Sororum a Caritate Sancti Aloysii                                                   |
| S.C.T.          | Suore Carmelitane Teresiane                                                |                                                             |                                                                                                 |
| S.C.V.          | Sodalizio di Vita Cristiana                                                | Sodaliti                                                    | Sodalitium Christianae Vitae                                                                    |
| S.C.V.          | Suore di Carità di San Vincenzo de' Paoli                                  |                                                             |                                                                                                 |
| S.C.V.I.        | Suore del Sacro Cuore del Verbo Incarnato                                  |                                                             |                                                                                                 |
| S.D.            | Suore degli Abbandonati                                                    |                                                             |                                                                                                 |
| S.d.A.          | Suore degli Angeli                                                         | Adoratrici della Santissima Trinità                         |                                                                                                 |
| S.D.B.          | Società Salesiana di San Giovanni Bosco                                    | Salesiani                                                   | Societas Sancti Francisci Salesii                                                               |
| S.D.B.I.        | Suore Domenicane della Beata Imelda                                        | Imeldine                                                    |                                                                                                 |
| S.d.C.          | Servi della Carità                                                         | Opera Don Guanella                                          | Congregatio Servorum a Charitate                                                                |
| S.D.C.          | Sorelle della Carità sotto gli auspici di San Vincenzo de' Paoli           |                                                             |                                                                                                 |
| S.D.C.          | Suore della Carità di Santa Giovanna Antida Thouret                        |                                                             |                                                                                                 |
| S.d.J.          | Serve di Gesù                                                              |                                                             |                                                                                                 |
| S.d.J.          | Serve di Gesù della Carità                                                 |                                                             |                                                                                                 |
| S.D.J.S.        | Suore di Gesù Servitore                                                    |                                                             |                                                                                                 |
| S.de.M.         | Serve di Maria Ministre degli Infermi                                      |                                                             |                                                                                                 |
| S.d.l.C.        | Suore della Carità di Namur                                                |                                                             |                                                                                                 |
| S.d.P.          | Missionari Servi dei Poveri                                                | Boccone del Povero                                          | Congregatio Missionariorum Servorum Pauperum                                                    |
| S.D.P.          | Serve della Divina Provvidenza                                             |                                                             |                                                                                                 |
| S.d.P.          | Sorelle dei Poveri di Santa Caterina da Siena                              |                                                             |                                                                                                 |
| S.d.P.          | Suore della Provvidenza di San Gaetano da Thiene                           |                                                             |                                                                                                 |
| S.d.P.          | Suore Serve dei Poveri                                                     | Bocconiste                                                  | Servae Pauperum                                                                                 |
| S.d.P.I.P.      | Suore delle Poverelle dell'Istituto Palazzolo                              |                                                             |                                                                                                 |
| S.D.P.R.        | Suore della Divina Provvidenza                                             | Suore di Ribeauvillé                                        |                                                                                                 |
| S.D.R.          | Suore del Divin Redentore                                                  | Suore di Giavarino                                          | Congregatio Sororum a Divino Redemptore                                                         |
| S.D.S.          | Società del Divin Salvatore                                                | Salvatoriani                                                | Societas Divini Salvatoris                                                                      |
| S.D.S.          | Suore del Divin Salvatore                                                  | Salvatoriane                                                | Sorores Divini Salvatoris                                                                       |
| S.D.V.          | Società delle Divine Vocazioni                                             | Vocazionisti                                                | Societas Divinarum Vocationum                                                                   |
| S.D.V.          | Suore della Divina Volontà                                                 |                                                             | Congregatio Sororum a Divina Voluntate                                                          |
| S.D.V.          | Suore delle Divine Vocazioni                                               | Vocazioniste                                                |                                                                                                 |
| S.D.VI.         | Suore Maestre di Santa Dorotea, figlie dei Sacri Cuori                     | Dorotee di Vicenza                                          |                                                                                                 |
| S.E.            | Ancelle del Vangelo                                                        |                                                             |                                                                                                 |
| S.E.S.C.        | Suore Egiziane del Sacro Cuore                                             |                                                             |                                                                                                 |
| S.E.J.          | Suore del Bambin Gesù                                                      |                                                             |                                                                                                 |
| S.F.            | Figli della Sacra Famiglia                                                 |                                                             | Filii Sacrae Familiae Iesu, Mariae et Ioseph                                                    |
| S.F.            | Suore della Sacra Famiglia di Villefranche                                 |                                                             |                                                                                                 |
| S.F.A.          | Suore di San Francesco d'Assisi                                            |                                                             |                                                                                                 |
| S.F.A.          | Suore Francescane Angeline                                                 |                                                             |                                                                                                 |
| S.F.A.          | Suore Francescane Alcantarine                                              | Alcantarine                                                 |                                                                                                 |
| S.F.B.          | Suore della Sacra Famiglia di Bordeaux                                     |                                                             | Congregatio Sororum a S. Familia Burdigalen                                                     |
| S.F.B.          | Suore Francescane dell'Immacolata                                          |                                                             |                                                                                                 |
| S.F.C.          | Suore del Famulato Cristiano                                               |                                                             |                                                                                                 |
| S.F.C.C.        | Suore Francescane della Carità Cristiana                                   | Suore di via Hartmann                                       | Congregatio Sororum Tertio Ordinis Sancti Francisci a Caritate Christiana                       |
| S.F.C.M.        | Società delle Figlie del Cuore di Maria                                    |                                                             |                                                                                                 |
| S.F.C.R.        | Suore Francescane di Cristo Re                                             |                                                             |                                                                                                 |
| S.F.E.B.        | Suore Francescane Elisabettine                                             | Bigie                                                       |                                                                                                 |
| S.F.I.          | Suore Francescane dell'Immacolata                                          |                                                             |                                                                                                 |
| S.F.I.          | Suore Francescane Immacolatine                                             |                                                             |                                                                                                 |
| S.F.I.C.        | Suore Francescane dell'Immacolata Concezione                               |                                                             |                                                                                                 |
| S.F.I.C.        | Suore Francescane dell'Immacolata Concezione della Madre di Dio            |                                                             |                                                                                                 |
| S.F.M.          | Società per le Missioni Estere di Scarboro                                 |                                                             | Societas Scarborensis pro Missionibus ad Exteras Gentes                                         |
| S.F.M.A.        | Suore Francescane Missionarie di Assisi                                    | Suore del Giglio                                            |                                                                                                 |
| S.F.P.          | Suore Francescane dei Poveri                                               |                                                             |                                                                                                 |
| S.F.R.J.S.      | Ancelle Francescane Riparatrici di Gesù Sacramentato                       |                                                             |                                                                                                 |
| S.F.S.          | Suore Francescane del Signore della Città                                  |                                                             |                                                                                                 |
| S.F.S.A.        | Suore Francescane di Sant'Antonio                                          |                                                             |                                                                                                 |
| S.F.S.C.        | Suore della Sacra Famiglia del Sacro Cuore                                 |                                                             |                                                                                                 |
| S.F.S.C.        | Suore Francescane di Santa Chiara                                          |                                                             |                                                                                                 |
| S.F.S.C.        | Suore Francescane dei Sacri Cuori                                          |                                                             |                                                                                                 |
| S.F.U.          | Suore della Sacra Famiglia di Urgell                                       |                                                             |                                                                                                 |
| S.F.X.          | Società dei Missionari di San Francesco Saverio                            | Società del Pilar                                           | Societas Missionariorum S. Francisci Xaverii                                                    |
| S.G.            | Fratelli dell'Istruzione Cristiana di San Gabriele                         | Gabrielisti                                                 | Institutum Fratrum instructionis christianae a S. Gabriele                                      |
| S.G.B.M         | Suore di San Giovanni Battista e di Santa Caterina da Siena                | Medee                                                       |                                                                                                 |
| S.G.C.S.        | Ancelle Guadalupane di Cristo Sacerdote                                    |                                                             |                                                                                                 |
| S.G.M.          | Suore della Carità di Montréal                                             | Suore Grigie                                                |                                                                                                 |
| S.G.R.          | Suore di Gesù Redentore                                                    |                                                             |                                                                                                 |
| S.G.S.          | Suore del Buon Samaritano dell'Ordine di San Benedetto                     |                                                             | Congregatio Boni Samaritani                                                                     |
| S.H.            | Congregazione del Sacro Cuore                                              |                                                             |                                                                                                 |
| S.H.C.J.        | Società del Santo Bambino Gesù                                             |                                                             |                                                                                                 |
| S.H.F.          | Suore della Sacra Famiglia di Mission San José                             |                                                             |                                                                                                 |
| S.H.J.          | Fratelli del Sacro Cuore di Gesù                                           |                                                             | Congregatio Fratrum a Sacratissimo Corde Jesu                                                   |
| S.H.M.          | Società delle Ausiliatrici di Maria                                        |                                                             |                                                                                                 |
| S.H.Sp.         | Suore dello Spirito Santo e di Maria Immacolata                            |                                                             |                                                                                                 |
| S.H.Sp.         | Suore dello Spirito Santo                                                  |                                                             |                                                                                                 |
| S.I.            | Compagnia di Gesù                                                          | Gesuiti                                                     | Societas Iesu                                                                                   |
| S.I.C.          | Serve dell'Immacolata Concezione                                           |                                                             |                                                                                                 |
| S.I.C.          | Suore dell'Imitazione di Cristo                                            |                                                             |                                                                                                 |
| S.I.C.O.        | Suore dell'Immacolata Concezione                                           |                                                             |                                                                                                 |
| S.I.H.M.        | Suore del Cuore Immacolato di Maria                                        |                                                             |                                                                                                 |
| S.I.M.          | Servi di Gesù e Maria                                                      |                                                             | Congregatio Servorum Iesu et Maria                                                              |
| S.J.            | Piccole Suore di San Giuseppe di Montgay                                   |                                                             |                                                                                                 |
| S.J.A.          | Suore di San Giuseppe dell'Apparizione                                     |                                                             |                                                                                                 |
| S.J.A.          | Suore di Santa Giovanna d'Arco                                             |                                                             |                                                                                                 |
| S.J.A.          | Suore Girolamine dell'Adorazione                                           | Girolamine                                                  |                                                                                                 |
| S.J.B.P.        | Suore di Gesù Buon Pastore                                                 | Pastorelle                                                  | Sorores a Iesu Bono Pastore                                                                     |
| S.J.C.          | Società del Cuore di Gesù                                                  |                                                             | Societas Jesu Cordis                                                                            |
| S.J.C.          | Suore di San Giuseppe di Cluny                                             |                                                             | Institutum Sororum a Sancto Josepho, vulgo "de Cluny"                                           |
| S.J.E.          | Suore Ancelle di Gesù nell'Eucaristia                                      |                                                             |                                                                                                 |
| S.J.G.          | Suore di San Giovanni di Dio                                               |                                                             |                                                                                                 |
| S.J.M.          | Ancelle di Gesù-Maria                                                      |                                                             |                                                                                                 |
| S.J.M.J.        | Società di Gesù, Maria e Giuseppe                                          | Suore della Beata Vergine Maria                             |                                                                                                 |
| S.J.S.          | Serve di Gesù Sacramentato                                                 |                                                             |                                                                                                 |
| S.J.S.          | Serve di Gesù Sacramentato                                                 |                                                             |                                                                                                 |
| S.J.S.H.        | Suore di San Giuseppe di Saint-Hyacinthe                                   |                                                             |                                                                                                 |
| S.J.S.M.        | Suore di San Giuseppe di San Marco                                         |                                                             |                                                                                                 |
| S.J.T.          | Suore di San Giuseppe di Tarbes                                            |                                                             |                                                                                                 |
| S.L.            | Suore di Loreto ai Piedi della Croce                                       |                                                             | Sorores a Loretto ad Pedem Crucis                                                               |
| SŁ.N.S.J.       | Ancelle del Sacro Cuore di Gesù                                            |                                                             |                                                                                                 |
| S.L.S.          | Fraternità dell'Opera Serafica di Carità                                   |                                                             | Societas Solodorensis Tertiariarum Operis Seraphicae Caritatis                                  |
| S.M.            | Compagnia di Maria per l'Educazione dei Sordomuti                          |                                                             | Societas Mariae pro Educatione Surdorum et Mutorum                                              |
| S.M.            | Società di Maria                                                           | Marianisti                                                  | Societas Mariae                                                                                 |
| S.M.            | Società di Maria                                                           | Maristi                                                     | Societas Mariae                                                                                 |
| S.M.            | Suore della Congregazione di Maria                                         | Mariste                                                     |                                                                                                 |
| S.M.            | Suore della Misericordia di Montréal                                       |                                                             |                                                                                                 |
| S.M.            | Suore di Maria                                                             |                                                             |                                                                                                 |
| S.M.A.          | Società delle Missioni Africane                                            |                                                             | Societas Missionum ad Afros                                                                     |
| S.M.A.          | Suore di Santa Maria dell'Assunzione                                       |                                                             |                                                                                                 |
| S.M.A.CH.       | Suore Serve di Maria Addolorata di Chioggia                                |                                                             |                                                                                                 |
| S.M.A.N.        | Suore Serve di Maria Addolorata di Nocera de' Pagani                       |                                                             |                                                                                                 |
| S.M.B.          | Società delle Missioni Estere di Bethlehem in Svizzera                     |                                                             | Societas Missionum Exterarum de Bethlehem in Helvetia                                           |
| S.M.B.N.        | Società Portoghese per le Missioni                                         | Missionari da Boa Nova                                      | Societas Lusitana pro Missionibus                                                               |
| S.M.C.          | Suore di Maria Santissima Consolatrice                                     |                                                             |                                                                                                 |
| S.M.C.          | Suore Missionarie del Catechismo                                           |                                                             |                                                                                                 |
| S.M.C.          | Suore Missionarie Pie Madri della Nigrizia                                 | Missionarie Comboniane                                      |                                                                                                 |
| S.M.C.B.        | Suore della carità di San Carlo Borromeo                                   | Borromeiane di Grafschaft                                   |                                                                                                 |
| S.M.C.B.        | Suore della carità di San Carlo Borromeo                                   | Borromeiane di Trzebnica                                    |                                                                                                 |
| S.M.C.J.        | Suore Missionarie del Sacro Cuore                                          |                                                             |                                                                                                 |
| S.M.D.          | Ancelle della Madre di Dio                                                 |                                                             |                                                                                                 |
| S.M.D.C.        | Sorelle Ministre della Carità di San Vincenzo de' Paoli                    | Suore di Trecate                                            |                                                                                                 |
| S.M.G.          | Povere Ancelle della Madre di Dio                                          |                                                             |                                                                                                 |
| S.M.G.          | Suore Serve di Maria di Galeazza                                           |                                                             | Congregatio Sororum Servarum Mariae de Galeatia                                                 |
| S.M.G.L.        | Suore Missionarie di Gesù Lavoratore                                       |                                                             |                                                                                                 |
| S.M.I.          | Ancelle del Bambin Gesù                                                    |                                                             | Ancillae a Puero Jesu                                                                           |
| S.M.I.          | Missionarie dell'Incarnazione                                              |                                                             |                                                                                                 |
| S.M.I.          | Suore di Maria Immacolata                                                  |                                                             | Sorores Mariae Immaculatae                                                                      |
| S.M.I.          | Suore di Maria Immacolata                                                  |                                                             |                                                                                                 |
| S.M.I.          | Suore Ministre degli Infermi di San Camillo                                | Camilliane                                                  | Sororum Infirmis Ministrantium                                                                  |
| S.M.I.C.        | Suore Missionarie dell'Immacolata Concezione della Madre di Dio            |                                                             |                                                                                                 |
| S.M.I.R.P.      | Suore Missionarie dell'Immacolata Regina della Pace                        | Pianzoline                                                  |                                                                                                 |
| S.M.M.          | Compagnia di Maria                                                         | Monfortani                                                  | Societas Mariae Montfortana                                                                     |
| S.M.M.I.        | Suore Salesiane Missionarie di Maria Immacolata                            |                                                             |                                                                                                 |
| S.M.M.P.        | Suore di Santa Maria Maddalena Postel                                      |                                                             | Sorores Mariae Magdalenae Postel                                                                |
| S.M.M.P.        | Suore di Santa Maria Maddalena Postel                                      | Suore Scolastiche di Heiligenstadt                          |                                                                                                 |
| S.M.N.D.A.      | Suore Missionarie di Nostra Signora d'Africa                               |                                                             |                                                                                                 |
| S.M.P.          | Società Portoghese per le Missioni                                         | Missionari da Boa Nova                                      | Societas Lusitana pro Missionibus                                                               |
| S.M.P.          | Figlie di Santa Maria della Provvidenza                                    |                                                             |                                                                                                 |
| S.M.R.          | Suore Serve di Maria Riparatrici                                           |                                                             |                                                                                                 |
| S.M.S.D.        | Suore Maestre di Santa Dorotea                                             | Dorotee di Venezia                                          |                                                                                                 |
| S.M.S.M.        | Suore Missionarie della Società di Maria                                   | Mariste                                                     |                                                                                                 |
| S.M.S.P.        | Società dei Missionari di San Paolo                                        | Paolisti                                                    | Societas Missionarium Sancti Pauli                                                              |
| S.N.D.          | Missionari di Nostra Signora del Santissimo Sacramento                     | Missionari Sacramentini della Madonna                       |                                                                                                 |
| S.N.D.          | Suore di Nostra Signora                                                    |                                                             |                                                                                                 |
| S.N.D.B.        | Povere Suore Scolastiche di Nostra Signora                                 | Suore di Bačka                                              |                                                                                                 |
| S.N.D. de N.    | Suore di Nostra Signora di Namur                                           |                                                             |                                                                                                 |
| S.N.J.          | Domenicane del Santo Nome di Gesù                                          | Domenicane di Tolosa                                        |                                                                                                 |
| S.N.J.M.        | Suore dei Santi Nomi di Gesù e Maria                                       |                                                             | Congregatio Sororum a SS. Nominibus Iesu et Mariae                                              |
| S.N.S.A.        | Ancelle di Nostra Signora dell'Annunciazione                               |                                                             |                                                                                                 |
| S.N.S.C.        | Suore di Nostra Signora del Carmelo                                        |                                                             |                                                                                                 |
| S.N.S.F.        | Ancelle di Nostra Signora di Fátima                                        |                                                             |                                                                                                 |
| S.O.D.          | Fraternità dei Sacerdoti Operai Diocesani del Sacro Cuore di Gesù          |                                                             | Sodalitas Sacerdotum Operariorum Dioecesanorum Sacro Corde Iesu                                 |
| S.O.M.          | Suore Ospedaliere della Misericordia                                       |                                                             | Congregatio Sororum a Misericordia pro Infirmis                                                 |
| S.O.S.          | Suore dell'Assistenza Sociale sotto il Patrocinio di Sant'Antonio          |                                                             | Congregatio Sororum Sancti Antonii a Succursu Sociali                                           |
| S.O.S.          | Suore Orsoline di San Girolamo                                             | Orsoline Gerolimiane                                        |                                                                                                 |
| S.O.S.C.        | Salesiane Oblate del Sacro Cuore di Gesù                                   |                                                             |                                                                                                 |
| S.O.S.M.V.      | Suore Orsoline del Sacro Monte di Varallo                                  | Orsoline                                                    |                                                                                                 |
| S.P.            | Chierici Regolari Poveri della Madre di Dio delle Scuole Pie               | Scolopi                                                     | Ordo Clericorum Regularium Pauperum Matris Dei Scholarum Piarum                                 |
| S.P.            | Serve della Passione                                                       |                                                             |                                                                                                 |
| S.P.            | Servi del Paraclito                                                        |                                                             | Servi Sancti Paracliti                                                                          |
| S.P.            | Suore della Provvidenza                                                    |                                                             | Congregatio Sororum a Providentia                                                               |
| S.P.            | Suore della Provvidenza                                                    |                                                             |                                                                                                 |
| S.P.            | Suore della Provvidenza di San Vincenzo de' Paoli                          |                                                             |                                                                                                 |
| S.P.            | Suore di Carità di San Paolo Apostolo                                      |                                                             |                                                                                                 |
| S.P. ad V.      | Congregazione di San Pietro in Vincoli                                     |                                                             | Congregatio a Sancto Petro in Vinculis                                                          |
| S.P.C.          | Suore Ospedaliere di San Paolo                                             | Figlie di San Paolo                                         | Congregatio Sororum Carnutensium a S. Paulo                                                     |
| S.P.D.M.        | Suore dei Poveri di Don Morinello                                          | Morinelliane                                                |                                                                                                 |
| S.P.G.          | Suore della Provvidenza                                                    | Suore di Gap                                                |                                                                                                 |
| S.P.I.C.        | Suore della Provvidenza e dell'Immacolata Concezione                       | Suore di Champion                                           |                                                                                                 |
| S.P.M.S.        | Suore della Piccola Missione per i Sordomuti                               |                                                             |                                                                                                 |
| S.P.P.          | Suore della Provvidenza                                                    | Suore di Portieux                                           |                                                                                                 |
| S.P.R.          | Suore della Provvidenza Rosminiane                                         | Rosminiane                                                  | Congregatio Sororum a Providentia                                                               |
| S.P.S.          | Società di San Patrizio per le Missioni Estere                             | Padri di Kiltegan                                           | Societas Sancti Patritii pro Missionibus ad Exteros                                             |
| S.P.S.          | Suore del Preziosissimo Sangue                                             | Preziosine                                                  |                                                                                                 |
| S.P.S.F.        | Suore dei Poveri di San Francesco                                          |                                                             |                                                                                                 |
| S.R.            | Pie Suore della Redenzione                                                 |                                                             |                                                                                                 |
| S.R.            | Suore di Nostra Signora del Santo Rosario                                  |                                                             |                                                                                                 |
| S.R.A.          | Suore Missionarie della Regina degli Apostoli                              |                                                             |                                                                                                 |
| S.S.A.          | Suore di Sant'Anna                                                         |                                                             |                                                                                                 |
| S.S.A.          | Suore di Sant'Anna                                                         |                                                             |                                                                                                 |
| S.S.A.          | Suore di Sant'Anna di Lachine                                              |                                                             |                                                                                                 |
| S.S.A.M.        | Suore di Sant'Anna                                                         |                                                             |                                                                                                 |
| S.S.C.          | Società dei Sacerdoti di San Giuseppe Benedetto Cottolengo                 | Cottolenghini                                               | Societas Presbyterorum Sancti Iosephi Benedicti Cottolengo                                      |
| S.S.C.          | Suore Serve del Santissimo e della Carità                                  |                                                             |                                                                                                 |
| S.S.C.          | Suore di San Casimiro                                                      |                                                             | Sorores Sancti Casimiri                                                                         |
| S.S.C.          | Suore Missionarie di San Colombano                                         |                                                             |                                                                                                 |
| SS.CC.          | Congregazione dei Sacri Cuori                                              | Picpusiani                                                  | Congregatio Sacrorum Cordium Iesu et Mariae necnon adorationis perpetuae Ss. Sacramenti altaris |
| SS.CC.          | Congregazione dei Sacri Cuori di Gesù e di Maria                           |                                                             |                                                                                                 |
| SS.CC.          | Suore dei Sacri Cuori di Gesù e di Maria                                   | Suore di Mormaison                                          |                                                                                                 |
| SS.CC.          | Religiose dei Sacri Cuori di Gesù e Maria                                  |                                                             |                                                                                                 |
| SS.CC.          | Suore dei Sacri Cuori e dell'Adorazione Perpetua del Santissimo Sacramento | Picpusiane                                                  |                                                                                                 |
| SS.CC.          | Suore Missionarie dei Sacri Cuori di Gesù e Maria                          |                                                             |                                                                                                 |
| SS.CC.J.M.      | Suore dei Sacri Cuori di Gesù e di Maria                                   | Dame di Paramé                                              |                                                                                                 |
| S.S.CH.         | Figlie della Santa Infanzia di Gesù e di Maria                             | Suore di Santa Cristiana                                    |                                                                                                 |
| S.S.C.J.        | Ancelle del Sacro Cuore di Gesù                                            |                                                             |                                                                                                 |
| S.S.C.J.        | Suore del Sacro Cuore di Gesù                                              |                                                             |                                                                                                 |
| S.S.C.J.        | Suore Salesiane del Sacro Cuore di Gesù                                    |                                                             |                                                                                                 |
| S.S.C.J.P.      | Serve del Sacro Cuore di Gesù e dei Poveri                                 |                                                             |                                                                                                 |
| S.S.C.M.        | Suore Ancelle del Sacro Cuore di Maria                                     |                                                             |                                                                                                 |
| SS.C.M.         | Suore dei Santi Cirillo e Metodio                                          |                                                             |                                                                                                 |
| S.S.C.M.E.      | Società di San Colombano per le Missioni Estere                            |                                                             | Societas S. Columbani pro missionibus ad Exteros                                                |
| S.S.D.          | Suore di Santa Dorotea della Frassinetti                                   | Dorotee della Frassinetti                                   |                                                                                                 |
| S.S.E.          | Società di Sant'Edmondo                                                    | Edmonditi                                                   | Societas Patrum S. Edmundi Oblatorum S. Cordis Iesu et Immaculati Cordis Mariae                 |
| S.S.F.          | Sorelle della Sacra Famiglia                                               |                                                             | Congregatio Sororum a Sacra Familia Veronae                                                     |
| S.S.F.          | Suore della Sacra Famiglia di New Orleans                                  |                                                             |                                                                                                 |
| S.S.F.A.        | Suore di San Francesco d'Assisi                                            |                                                             |                                                                                                 |
| S.S.F.C.R.      | Suore Scolastiche Francescane di Cristo Re                                 |                                                             |                                                                                                 |
| S.S.G.C.        | Suore di San Giuseppe Benedetto Cottolengo                                 | Cottolenghine                                               |                                                                                                 |
| S.S.H.J.M.      | Suore dei Sacri Cuori di Gesù e Maria                                      |                                                             |                                                                                                 |
| S.S.I.          | Missionari di San Giuseppe del Messico                                     |                                                             | Societas Missionariorum a Sancto Joseph                                                         |
| S.S.J.          | Società di San Giuseppe del Sacro Cuore                                    | Giosefiti                                                   | Societas Sodalium Sancti Joseph a Sacra Corde                                                   |
| S.S.J.          | Suore Francescane di San Giuseppe                                          |                                                             |                                                                                                 |
| S.S.J.          | Serve di San Giuseppe                                                      |                                                             | Congregatio Sororum Servarum a S. Ioseph                                                        |
| S.S.J.          | Suore di San Giuseppe di Aosta                                             |                                                             |                                                                                                 |
| S.S.J.          | Suore di San Giuseppe di Buffalo                                           |                                                             |                                                                                                 |
| S.S.J.          | Suore di San Giuseppe di Filadelfia                                        |                                                             |                                                                                                 |
| S.S.J.          | Suore di San Giuseppe di Rochester                                         |                                                             |                                                                                                 |
| S.S.J.          | Suore di San Giuseppe di Saint-Vallier                                     |                                                             |                                                                                                 |
| S.S.J.          | Suore di San Giuseppe di Torino                                            |                                                             |                                                                                                 |
| S.S.J.          | Suore di San Giuseppe di Toronto                                           |                                                             |                                                                                                 |
| S.S.J.A.        | Suore di San Giuseppe di Annecy                                            |                                                             |                                                                                                 |
| S.S.L.          | Suore di San Luigi                                                         |                                                             |                                                                                                 |
| S.S.M.          | Suore della Santissima Madre Addolorata                                    |                                                             |                                                                                                 |
| S.S.M.          | Suore di Carità di Santa Maria                                             | Suore del Buon Consiglio                                    |                                                                                                 |
| S.S.M.M.P.      | Ancelle di Santa Margherita Maria e dei Poveri                             |                                                             |                                                                                                 |
| S.S.M.N.        | Suore di Santa Maria di Namur                                              |                                                             |                                                                                                 |
| S.S.M.O.        | Suore di Santa Maria dell'Oregon                                           |                                                             |                                                                                                 |
| S.Smo.S.        | Serve del Santissimo Sacramento                                            |                                                             |                                                                                                 |
| S.S.N.D.        | Suore Scolastiche di Nostra Signora                                        |                                                             | Congregatio Pauperum Sororum Scholarum Nostrae Dominae                                          |
| S.S.P.          | Società San Paolo                                                          | Paolini                                                     | Societas a Sancto Paulo Apostolo                                                                |
| S.S.P.C.        | Suore Missionarie di San Pietro Claver                                     |                                                             | Sodalitas Sancti Petri Claver pro Missionibus Africanis                                         |
| S.Sp.S.A.P.     | Suore Serve dello Spirito Santo dell'Adorazione Perpetua                   |                                                             | Congregatio Servarum Spiritus Sancti de Adoratione Perpetua                                     |
| S.S.S.          | Ancelle del Santissimo Sacramento                                          | Sacramentine                                                |                                                                                                 |
| S.S.S.          | Congregazione del Santissimo Sacramento                                    | Sacramentini                                                | Congregatio Presbyterorum a Sanctissimo Sacramento                                              |
| S.S.S.          | Suore del Servizio Sociale                                                 |                                                             | Societas Sororum Socialium                                                                      |
| SS.T.PP.        | Serve della Santissima Trinità e dei Poveri                                |                                                             | Congregatio Ancillarum a SS. Trinitate et a Pauperibus                                          |
| S.S.V.          | Suore del Santo Volto                                                      |                                                             |                                                                                                 |
| S.T.            | Missionari Servi della Santissima Trinità                                  |                                                             | Congregatio Missionariorum Servorum Sanctissimae Trinitatis                                     |
| S.T.            | Suore Carmelitane di Santa Teresa                                          |                                                             |                                                                                                 |
| S.T.F.E.        | Suore Terziarie Francescane Elisabettine                                   |                                                             |                                                                                                 |
| S.T.J.          | Compagnia di Santa Teresa di Gesù                                          |                                                             | Societas Sanctae Theresiae a Jesu                                                               |
| S.T.F.R.        | Suore Francescane Regolari di Ognissanti                                   |                                                             |                                                                                                 |
| S.T.V.          | Suore di San Tommaso di Villanova                                          |                                                             |                                                                                                 |
| S.U.S.C.        | Suore della Santa Unione dei Sacri Cuori                                   |                                                             |                                                                                                 |
| S.V.            | Suore della Visitazione del Giappone                                       |                                                             |                                                                                                 |
| S.V.            | Suore di Carità di San Vincenzo de' Paoli del Principe di Palagonia        |                                                             |                                                                                                 |
| S.V.C.          | Suore della Visitazione di Alleppey                                        |                                                             |                                                                                                 |
| S.V.D.          | Società del Verbo Divino                                                   | Verbiti                                                     | Societas Verbi Divini                                                                           |
| S.V.E.G.S.      | Suore Vittime Espiatrici di Gesù Sacramentato                              | Sacramentine                                                | Congregatio Victimarum Expiatricum a Sacramentato Iesu                                          |
| S.V.P.          | Suore di San Vincenzo de' Paoli, Serve dei Poveri                          |                                                             |                                                                                                 |
| S.V.V.S.        | Suore Veroniche del Volto Santo                                            | Veroniche                                                   |                                                                                                 |
| S.X.            | Pia Società di San Francesco Saverio per le Missioni Estere                | Saveriani                                                   | Pia Societas S. Francisci Xaverii pro exteris missionibus                                       |

## T
| Sigla    | Nome ufficiale                                             | vulgo                         | latino                                                                         |
| -------- | ---------------------------------------------------------- | ----------------------------- | ------------------------------------------------------------------------------ |
| T.C.     | Religiosi Terziari Cappuccini di Nostra Signora Addolorata | Amigoniani                    | Fratres Tertii Ordinis Sancti Francisci Capulatorum a Beata Virgine Perdolente |
| T.Chr.   | Società di Cristo per gli Emigrati della Polonia           |                               | Societas Christi pro Emigrantibus Polonis                                      |
| T.D.     | Congregazione del Sacro Cuore di Gesù                      | Padri di Timon David          | Congregatio Sacerdotum a Sacro Corde Iesu                                      |
| T.F.B.A. | Suore Francescane della Beata Angelina                     |                               |                                                                                |
| T.O.R.   | Terzo Ordine Regolare di San Francesco                     | Terziari Regolari Francescani | Tertius Ordo Regularis S. Francisci                                            |
| T.S.F.   | Suore Terziarie Francescane                                | Francescane di Bressanone     |                                                                                |

## U
| Sigla    | Nome ufficiale                                     | vulgo                 | latino                                                         |
| -------- | -------------------------------------------------- | --------------------- | -------------------------------------------------------------- |
| U.F.S.   | Congregazione delle Orsoline Francescane           |                       |                                                                |
| U.J.D.   | Orsoline di Gesù                                   | Orsoline di Chavagnes |                                                                |
| U.N.D.C. | Unione di Nostra Signora della Carità              |                       |                                                                |
| U.S.A.M. | Unione di Sant'Angela Merici                       |                       |                                                                |
| U.S.K.J. | Suore Orsoline del Sacro Cuore di Gesù Agonizzante | Orsoline Grigie       | Congregatio Sororum Ursulinarum a Sacro Corde Iesu Agonizantis |
| U.X.S.C. | Suore dell'Unione Cristiana di Saint-Chaumond      |                       |                                                                |

## V
| Sigla  | Nome ufficiale                           | vulgo       | latino                                        |
| ------ | ---------------------------------------- | ----------- | --------------------------------------------- |
| V.J.M. | Società delle Vergini di Gesù e di Maria |             |                                               |
| V.M.I. | Suore Vincenzine di Maria Immacolata     | Albertine   |                                               |
| V.S.M. | Ordine della Visitazione di Santa Maria  | Visitandine | Ordo Visitationis Beatissimae Mariae Virginis |

## W
| Sigla  | Nome ufficiale                                | vulgo | latino                                             |
| ------ | --------------------------------------------- | ----- | -------------------------------------------------- |
| W.D.C. | Suore Ausiliatrici delle Anime del Purgatorio |       | Congregatio Sororum Adiutricum Animarum Purgatorii |
| W.J.   | Suore Vestiarie di Gesù                       |       |                                                    |

## Z
| Sigla    | Nome ufficiale                              | vulgo | latino                                                              |
| -------- | ------------------------------------------- | ----- | ------------------------------------------------------------------- |
| Z.C.M.N. | Suore Figlie di Maria Immacolata            |       | Congregatio Sororum Immaculatae Conceptionis Beatae Virginis Mariae |
| Z.S.N.M. | Suore del Lavoro Comune di Maria Immacolata |       |                                                                     |